# Эй Джей Стайлз
А́ллен Нил Джонс (англ. Allen Neal Jones, род. 2 июня 1977, Джэксонвилл, Северная Каролина) — американский рестлер, более известен как Эй Джей Стайлз (англ. AJ Styles). В настоящее время выступает в WWE на бренде SmackDown. Он получил всеобщее признание как один из величайших рестлеров своего поколения.
Широко известен своими периодом выступлений в Total Nonstop Action Wrestling (TNA) с 2002 по 2014 год и New Japan Pro-Wrestling (NJPW) в 2014—2016 годах.
Он дебютировал в 1998 году и выступал в различных независимых промоушенах, прежде чем в 2001 году получил первую известность в World Championship Wrestling (WCW). Стайлз стал широко известен после подписания контракта с TNA, которая назвала его «краеугольным камнем компании с момента её основания»; он выиграл все действующие мужские титулы и стал чемпионом Тройной короны TNA (5 раз) и чемпионом Большого шлема TNA (дважды). В 2002—2006 годах регулярно выступал в Ring of Honor (ROH). В 2014 году дебютировал в New Japan Pro-Wrestling (NJPW), где выиграл титул чемпиона IWGP в тяжёлом весе и был лидером группировки Bullet Club.
Стайлз впервые выступил в WWE (тогда World Wrestling Federation) в 2002 году, но отказался от контракта. Подписал многолетний контракт с WWE четырнадцать лет спустя, и 24 января 2016 дебютировал на Royal Rumble (2016). На Backlash (2016) победил Дина Эмброуза, тем самым впервые выиграв титул чемпиона WWE. Второй титул чемпиона WWE он выиграл в матче против Джиндера Махала. Он также трижды выигрывал титул чемпиона Соединённых Штатов, по одному разу — титул интерконтинентального чемпиона и титул командного чемпиона WWE Raw, став вторым (после Курта Энгла) рестлером, завоевавшим Тройную корону TNA/Impact и WWE, и первым, ставшим чемпионом Большого шлема TNA/Impact и WWE.
Считаясь одним из лучших рестлеров в мире, Стайлз был хедлайнером многочисленных PPV-шоу, включая главные события WWE и TNA, WrestleMania и Bound for Glory. В 2010 году он занял первое место в ежегодном рейтинге Pro Wrestling Illustrated 500, став первым рестлером TNA возглавившим рейтинг, трижды признавался рестлером года по версии PWI в период с 2016 по 2018 год и рестлером десятилетия в 2020 году. Стайлз также получил десять наград Wrestling Observer Newsletter, включая звание «Рестлер года» в 2015 и 2016 годах, и был введён в их Зал славы в 2017 году.

## Ранняя жизнь
Аллен Нил Джонс родился на базе морской пехоты Кэмп-Лежен в Джэксонвилле, Северная Каролина 2 июня 1977 года. Он рос в бедности с жестоким отцом-алкоголиком. Бедность семьи была такова, что они не могли позволить себе кабельное телевидение, в результате чего Джонс не мог смотреть рестлинг — свою детскую страсть. Когда ему был один год, его семья переехала в Гейнсвилл, и он рос в трейлерном парке со своими братьями. Он учился в средней школе Джонсона в Гейнсвилле, Джорджия, и окончил её в 1996 году. Джонс бросил университет в Андерсоне, Южная Каролина, где он получал частичную стипендию для занятий борьбой, чтобы попробовать себя в рестлинге. Он поступил в школу рестлинга, потому что этим занимались его друзья, и чтобы выяснить, есть ли у него к этому природные способности. Чтобы пополнить свой доход, он подрабатывал стрижкой газонов и вождением машины скорой помощи.

## Карьера в рестлинге

### Ранняя карьера (1998—2001)
Джонс тренировался у Рика Майклза и дебютировал в 1998 году. В промоушене National Championship Wrestling (NCW), расположенном в Джорджии, он выступал как Мистер Олимпия, рестлер в маске, проиграв Майклу Бруксу в своём первом одиночном матче. К августу 1999 года он выиграл телевизионное чемпионство промоушена.
С 1999 по 2001 год он обычно выступал в менее известных независимых промоушенах. В декабре 1999 года NCW объединилась с NWA Georgia и образовала NWA Wildside, а Джонс был переименован в Эй. Джей. Стайлза. Он периодически появлялся там даже после подписания контракта с NWA-TNA, и является бывшим чемпионом в тяжёлом весе NWA Georgia, победив Рика Майклза 22 декабря 2001 года на Christmas Chaos.

### World Championship Wrestling (2001)
Базирующийся в Атланте World Championship Wrestling (WCW) наблюдал за выступлениями Стайлза и Эйр Пэриса в NWA Wildside и предложил каждому из них контракт в начале 2001 года. Стайлз (получивший имя Эйр Стайлз) и Пэрис были включены в команду, которая была названа «Воздушный рейд». В качестве образа оба были одеты в ППК. «Воздушный рейд» трижды появлялся на шоу Thunder. В эпизоде Nitro от 5 марта 2001 года они участвовали в турнире за недавно созданный титул командных чемпионов WCW в полутяжёлом весе, но выбыли в первом раунде, проиграв Эликсу Скипперу и Киду Ромео.

### Появления в World Wrestling Federation (2001—2002)
9 июля 2001 года Стайлз провёл свой первый пробный матч в WWF против своего тренера Рика Майклза перед началом эфира Raw. Стайлз победил с помощью Shooting Star Press, но ему не предложили контракт.
В 2002 году Стайлз ещё дважды выступал в World Wrestling Federation: 26 января в эпизоде Metal (запись от 21 января), проиграв в поединке с Ураганом, и в тёмном матче перед 27 января в эпизоде SmackDown! (запись от 22 января), где он был побеждён Рико Константино. После этих матчей WWF предложила Стайлзу тренировочный контракт, по которому Стайлз должен был переехать в Цинциннати, Огайо, где находилась территория развития Heartland Wrestling Association (HWA), но Стайлз в итоге отказался, так как переезд помешал бы планам его жены на учёбу в колледже. Несмотря на это, Стайлз провёл один матч без контракта в HWA, 19 февраля против Мэтта Страйкера, но проиграл.

### Различные промоушны (2001—2002)

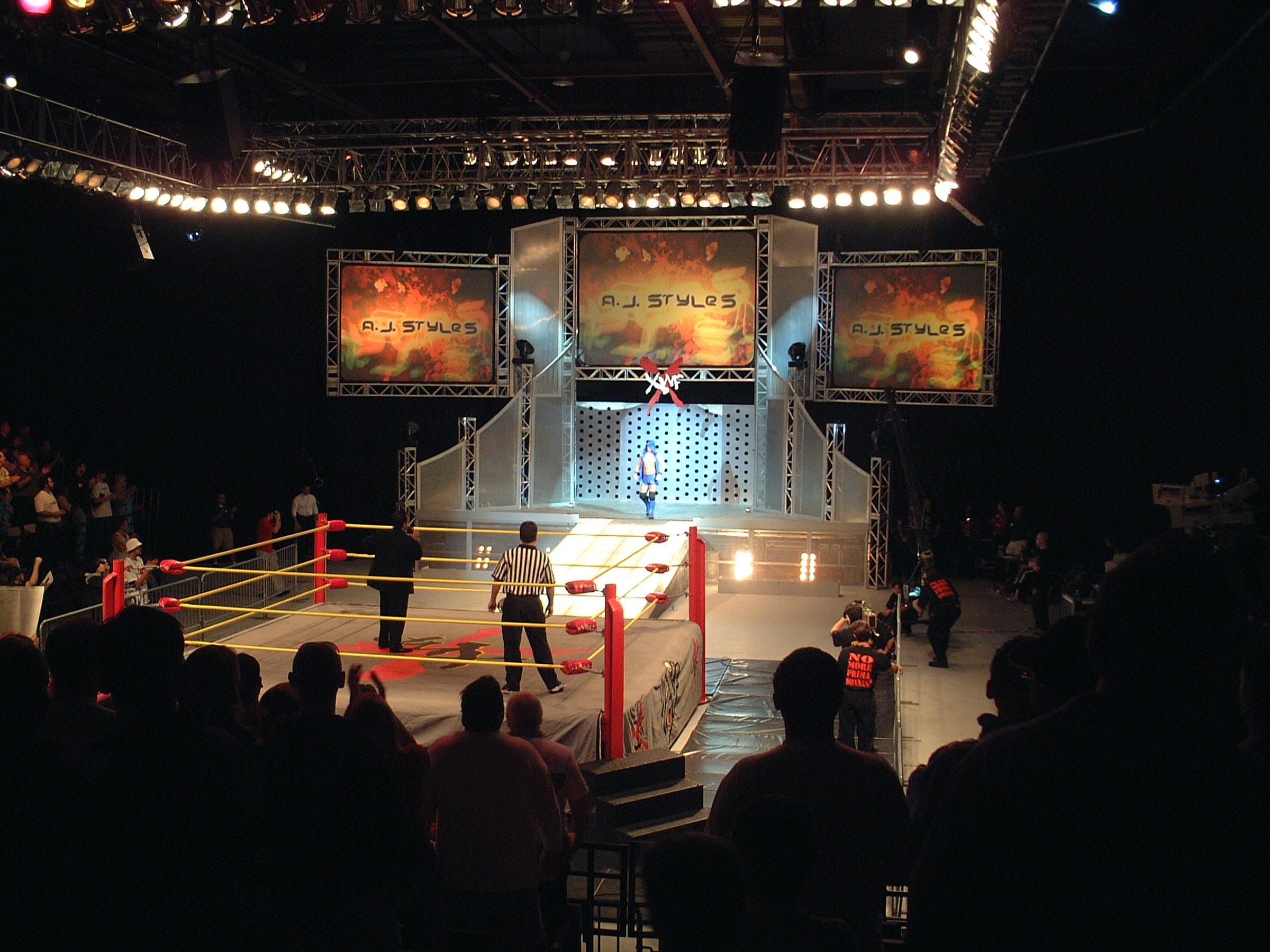
Стайлз выходит на ринг на шоу Xcitement Wrestling Federation

26 октября 2001 года Стайлз принял участие в турнире APW Wrestling’s King of the Indies. Он победил Джарди Франца в матче первого круга, но был выбит Кристофером Дэниелсом в четвертьфинале. 13 ноября он дебютирует в Xcitement Wrestling Federation (XWF) в матче по правилам Battle Royale, где он сражался против Билли Файвса, Кристофера Дэниелса, Ювентуда Геррера, Кид Кэша, Принца Иокеи, Психоза и Квик Кик за титул чемпиона XWF в полутяжёлом весе, но Стайлзу не удалось выиграть чемпионство. Этой же ночью Эй Джей побеждает Дэниелса, но следующей ночью уже Дэниелс побеждает Стайлза.
24 февраля 2002 года Стайлз дебютировал в австралийском промоушене World Wrestling All-Stars (WWA) на PPV WWA: Revolution в матче против Кристофера Дэниелса, Лоу Ки, Шарк Боя, Супер Новы и Тони Мамалюка в шестистороннем матче на выбывание, в котором он проиграл. 7 апреля Стайлз основал команду с Чаком И. Хаусом и проиграл в матче против Джерри Линна и Супер Новы. 12 апреля Стайлз выигрывает турнир за интерконтинентальное чемпионство WWA в полутяжёлом весе, от которого он вскоре отказался.
2 марта Стайлз дебютирует в East Coast Wrestling Association (ECWA), приняв участие в 6-м ежегодном турнире Super 8. Он победил Ксавье в первом раунде, а также Эмейзинг Рэда в полуфинальном матче, но потерпел поражение в финале, проиграв Доновану Моргану. 15 июня Стайлз дебютировал Game Changer Wrestling (GCW) приняв участие в турнире за кубок Jersey-J. В первом раунде Эй Джей победил Кенаана Крида, затем он прошёл в четвертьфинал, победив Кольта Кабану. В полуфинале он потерпел поражение от Реклесс Юфа и выбыл из турнира.
В октябре Стайлз отправился в Великобританию и дебютирует 13 октября в Frontier Wrestling Alliance (FWA), потерпев поражение от Джонни Шторма в его дебютном матче на FWA: British Uprising. 1 ноября Стайлз дебютировал в IWA: Mid-South, приняв участие в ежегодном турнире Ted Petty Invitational, но потерпел поражение от Кристофера Дэниелса в первом раунде.

### Ring of Honor (2004—2006)

#### Ранние годы (2002—2004)

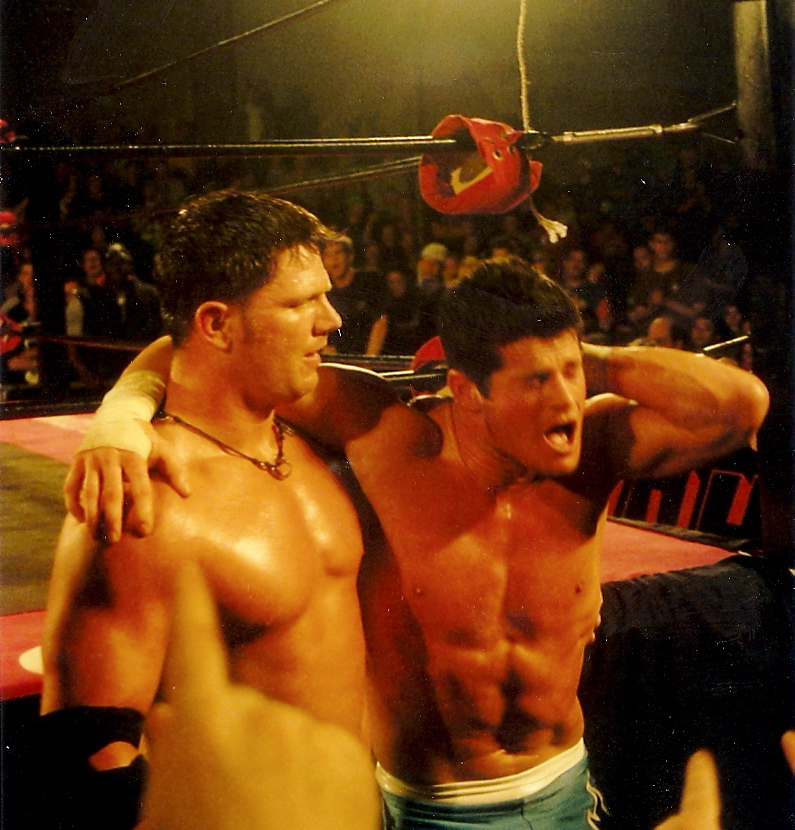
Стайлз с Мэттом Сайдалом на шоу ROH в 2006 году

Стайлз дебютировал в Ring of Honor (ROH) на третьем шоу, A Night of Appreciation 2002 года, и быстро стал главным действующим лицом (например, выступал в главном событии против Лоу Ки за титул чемпиона мира ROH на Honor Invades Boston). Не сумев завоевать титул, он стал первым обладателем трофея «Претендент номер один», который в то время рассматривался в промоушене как второстепенный титул. На One Year Anniversary Show в феврале 2003 года Стайлз сразился с Лоу Ки и Полом Лондоном в трёхстороннем матче, который выиграл Лондон. После этого Стайлз выступал в одиночку и победил The Backseat Boyz (Джонни Кашмир и Трент Эйсид), The Carnage Crew (Эйч Си Лок и Тони Девито) и The S.A.T. (Джоэл и Хосе Максимо), чтобы получить шанс на титул командного чемпиона ROH. В качестве партнёра он выбрал Эмейзинг Рэда, и они победили «Пророчество» (Кристофер Дэниелс и Ксавье) и выиграли титул. Затем Стайлз враждовал с Лондоном, который был расстроен тем, что он выбрал Рэда в качестве своего партнёра, и на Night of the Grudges они закончили матч вничью. Затем Стайлз и Рэд трижды победили братьев Бриско (Джея и Марка Бриско), но проиграли «Пророчеству». На Wrath of the Racket Кристофер Дэниелс и Дэн Мафф вывели Рэда из строя, и Стайлз выбрал себе напарника — Хомисайда. Стайлз и Хомисайд победили «Пророчество», но Стайлзу пришлось отказаться от титула из-за того, что Рэд получил травму.
После командного чемпионства Стайлз взял Джимми Рэйва в качестве своего протеже и попытался стать чемпионом мира ROH, победив Брайана Дэниелсона на Main Event Spectacles, чтобы стать претендентом номер один. На War of the Wire Стайлз безуспешно бросил вызов Самоа Джо за титул. Затем он победил Си Эм Панка, Джимми Рэйва и Мэтта Страйкера в турнире на Second Anniversary Show и стал первым чемпионом чистого рестлинга ROH. Стайлз победил Панка в матче-реванше с Рики Стимботом в качестве приглашённого рефери на At Our Best в своём последнем матче за ROH в 2004 году, так как TNA сняла всех своих контрактных рестлеров со всех мероприятий ROH, и ROH освободила титул.

#### Вражда с Джимми Рэйвом (2005—2006)
Стайлз вернулся на Ring of Honor на Third Anniversary Celebration: Part Two, чтобы сразиться с Джимми Рэйвом, который обвинил его в краже у него приёма Styles Clash (который он назвал Rave Clash), хотя ему не удалось победить Рэйва. Во время своей вражды с Рэйвом и «Посольством» Стайлз заключил союз с Generation Next, которые также враждовали с «Посольством». На Glory by Honor IV Стайлз победил Рейва с Миком Фоли в его углу, при этом было оговорено, что проигравший больше не сможет использовать Styles Clash в Ring of Honor. На This Means War он победил лидера Generation Next Остина Эйриса, который после шоу подвергся нападению со стороны «Посольства». На Vendetta Стайлз провёл свой последний матч против «Посольством», когда он вместе с Остином Эйрисом, Джеком Эвансом и Мэттом Сайдалом победил Абисса, Алекса Шелли, Джимми Рэйва и Принца Нана в матче команд восьми человек.
После своей вражды с «Посольством» Стайлз поставил перед собой цель завоевать чемпионский титул. На A Night of Tribute Стайлз встретился с Кристофером Дэниелсом и Мэттом Сайдалом в трёхстороннем матче, который выиграл Дэниелс. На первом шоу 2006 года Стайлз сразился с Мэттом Сайдалом и победил его, после чего они договорились создать команду и побороться за титул командных чемпионов ROH, который принадлежал команде Остина Эйриса и Родерика Стронга. Стайлз получил шанс на титул чемпиона мира ROH, когда его выбрал Брайан Дэниелсон, но он не смог этого сделать. На Fourth Anniversary Show Стайлз и Сайдал получили шанс стать командными чемпионами ROH, но не смогли победить чемпионов.
После отсутствия Стайлз вернулся на Death Before Dishonor IV, победив Дэйви Ричардса. Стайлз вернулся на Time to Man Up, проиграв Самоа Джо. В предварительном промо-ролике Стайлз сказал, что после этого матча он на несколько месяцев уйдёт из ROH; однако комментаторы ROH постоянно называли этот матч его финальным и даже сыграли после него специальное посвящение ему.

### Total Nonstop Action Wrestling (2002—2013)

#### Чемпион мира в тяжёлом весе NWA (2002—2004)
В мае 2002 года Стайлз подписал неэксклюзивный контракт с Total Nonstop Action Wrestling (TNA). Он появился на первом еженедельном PPV в команде с Лоу Ки и Джерри Линном и проиграл «Летающим элвисам» (Джимми Янг, Хорхе Эстрада и Сонни Сиаки). На следующей неделе Стайлз победил Лоу Ки, Джерри Линна и Психоза в матче двойного выбывания и стал первым в истории чемпионом икс-дивизиона TNA. Второй титул он завоевал на третьей платной трансляции TNA, объединившись с Линном и победив Брюса и Ленни Лейна в финале турнира за вакантный титул командных чемпионов мира NWA. В последующие недели Стайлз успешно защитил оба титула, но начал препираться с ветераном Линном во время их совместных матчей. 7 августа Стайлз проиграл титул икс-дивизиона TNA Лоу Ки в трёхстороннем поединке, в котором также участвовал Линн. На следующей неделе он и Линн провели бой с Джеффом Джарреттом и Роном Киллингсом вничью, в результате чего титул чемпиона был удержан. На следующей неделе Стайлз и Линн сразились друг с другом в матче с удержаниями где угодно (победил Линн), матче без дисквалификаций (победил Стайлз) и десятиминутном матче «Железный человек», который закончился вничью после того, как оба рестлера сделали по три удержания. 28 августа Лоу Ки защищал титул чемпиона икс-дивизиона против Линна и Стайлза в матче с лестницами и проиграл титул Линну. Набрав в союзники Мортимера Пламтри и Сонни Сиаки, Стайлз продолжил враждовать с Линном в последующие недели. 23 октября он победил Сикс-Пака в матче за титул чемпиона икс-дивизиона, но 6 ноября проиграл титул Линну и безуспешно пытался вернуть его до конца года.
В 2003 году Стайлз начал фокусироваться на титуле чемпиона мира в тяжёлом весе NWA, когда после победы над Дэвидом Флэром 15 января, чтобы стать претендентом номер один, он привлёк помощь Ларри Збышко и связал себя с группировкой Винса Руссо Sports Entertainment Xtreme (S.E.X.). 19 февраля Стайлз встретился с чемпионом мира NWA в тяжёлом весе Джеффом Джарреттом, но потерпел поражение. В ходе матча Стайлз стал любимцем фанатов, нападая на S.E.X., когда они пытались вмешаться в его дела, потому что он не хотел побеждать таким образом. Стайлз ненадолго объединился с Ди’Ло Брауном, но союз распался из-за их стремления к мировому титулу, они бросили вызов друг другу 4 июня в матче претендентов номер один, который выиграл Стайлз. 11 июня Стайлз победил Джарретта и Ворона в трёхстороннем матче за титул чемпиона мира NWA в тяжёлом весе (став первым обладателем Тройной короны TNA) при помощи Руссо, став таким образом хилом. В течение июля 2003 года Стайлз успешно защищал титул в матчах против Д’Ло Брауна и множества соперников, а 22 октября вернул титул Джарретту. После поражения Стайлз вернулся к роли ейса, а Джарретт стал злодеем. 12 ноября он в команде со Стингом победил Лекса Люгера и Джеффа Джарретта, хотя его попытка завоевать титул 3 декабря была неудачной из-за вмешательства Кида Кэша.
В течение января Стайлз враждовал с Абиссом и Джеффом Джарреттом, а 4 февраля 2004 года, после того как Стайлз потребовал титульный бой, союзник Джарретта Дон Каллис заставил его объединиться с Абиссом в матче с командными чемпионами мира NWA, Кевином Норткаттом и Легендой, который Стайлз выиграл, несмотря на то, что Абисс был брошен. На следующей неделе Стайлз победил Абисса в матче за право обладания командным чемпионством по дисквалификации после вмешательства Джарретта, но его победа была отменена Каллисом, что привело к другому матчу на следующей неделе, который выиграл Абисс после вмешательства Лекса Люгера, тем самым обеспечив Абиссу единоличный контроль над командным чемпионством. 17 марта Абисс победил Стайлза и стал претендентом номер один на титул чемпиона мира NWA в тяжёлом весе. 21 апреля Руссо разрешил Стайлзу провести матч в стальной клетке против Джаррета, в котором он завоевал свой второй титул чемпиона мира. Он успешно защитил титул в матчах с Роном Киллингсом, Вороном и Крисом Харрисом, а 19 мая он защитил титул против всех троих в четырёхстороннем матче за титул. Стайлз проиграл титул Киллингсу после того, как Джарретт вмешался в матч, ударив его гитарой.

#### Чемпион икс-дивизиона (2004—2007)

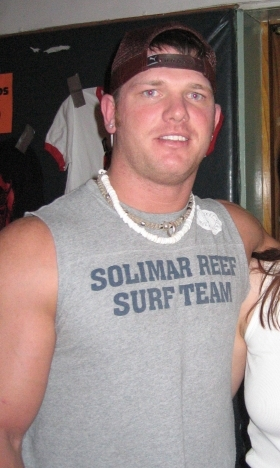
Стайлз в 2005 году

Вскоре после этого Стайлз вернулся в икс-дивизион, выиграв четырёхсторонний матч, чтобы стать первым претендентом на титул чемпиона икс-дивизиона в эпизоде Impact! от 4 июня. 9 июня он победил Фрэнки Казариана и стал трёхкратным чемпионом икс-дивизиона. В последующие недели Стайлз враждовал с Кидом Кэшем и Далласом, при этом успешно защищая титул в матчах с Казарианом и Мистером Агилой. Дополнительный матч 23 июня с дебютировавшим Джеффом Харди был прерван Кэшем и Далласом. 28 июля он защищал титул против Казариана и Майкла Шейна в матче Ultimate X. После того, как Кэш ударил Стайлза костылём, Шейн и Казариан одновременно забрали титульный пояс и стали сочемпионами икс-дивизиона. После нескольких неудачных попыток вернуть титул, Стайлз сражался с Кэшем в нескольких матчах, кульминацией которых стал матч за столами 8 сентября, который выиграл Стайлз. В октябре Стайлз начал враждовать с Пити Уильямсом (который к тому времени был чемпионом икс-дивизиона), и 7 ноября на Victory Road, первом ежемесячном pay-per-view, проводимом TNA, Стайлзу не удалось вернуть титул у Уильямса.
На Final Resolution Стайлз в четвёртый раз выиграл титул чемпиона икс-дивизионе в матче Ultimate X, победив Криса Сейбина и действующего чемпиона Пити Уильямса. Стайлз впервые встретился с Кристофером Дэниелсом 21 января 2005 года и, не сумев победить его за десять минут, квалифицировался на тридцатиминутный матч «Железный человек» за чемпионство на шоу Against All Odds, где Стайлз победил Дэниелса и сохранил титул после первоначальной ничьей и перехода к правилу «мгновенной смерти». Вражда между Стайлзом и Дэниелсом продолжалась, и на Destination X 13 марта Стайлз проиграл ему титул в Ultimate X Challenge, в котором также участвовали Рон Киллингс и Эликс Скиппер.
После победы над Абиссом на Lockdown, чтобы стать претендентом номер один на звание чемпиона мира NWA в тяжёлом весе, Стайлз выиграл свой третий титул чемпиона мира у Джеффа Джаррета на Hard Justice, который он проиграл Ворону в матче «Царь горы» на Slammiversary. Затем Стайлз стал участником турнира TNA 2005 Super X Cup, победитель которого получал шанс стать чемпионом икс-дивизиона. Стайлз победил Мэтта Бентли в четвертьфинале и Пити Уильямса в полуфинале, но проиграл Самоа Джо на Sacrifice. Поскольку Кристофер Дэниелс (действующий чемпион икс-дивизиона) вмешался в матч, руководитель TNA Ларри Збышко добавил Стайлза в титульный поединок. На Unbreakable Стайлз победил Самоа Джо и Дэниелса в трёхстороннем матче, получившем высокую оценку критиков, и стал чемпионом икс-дивизиона в пятый раз.

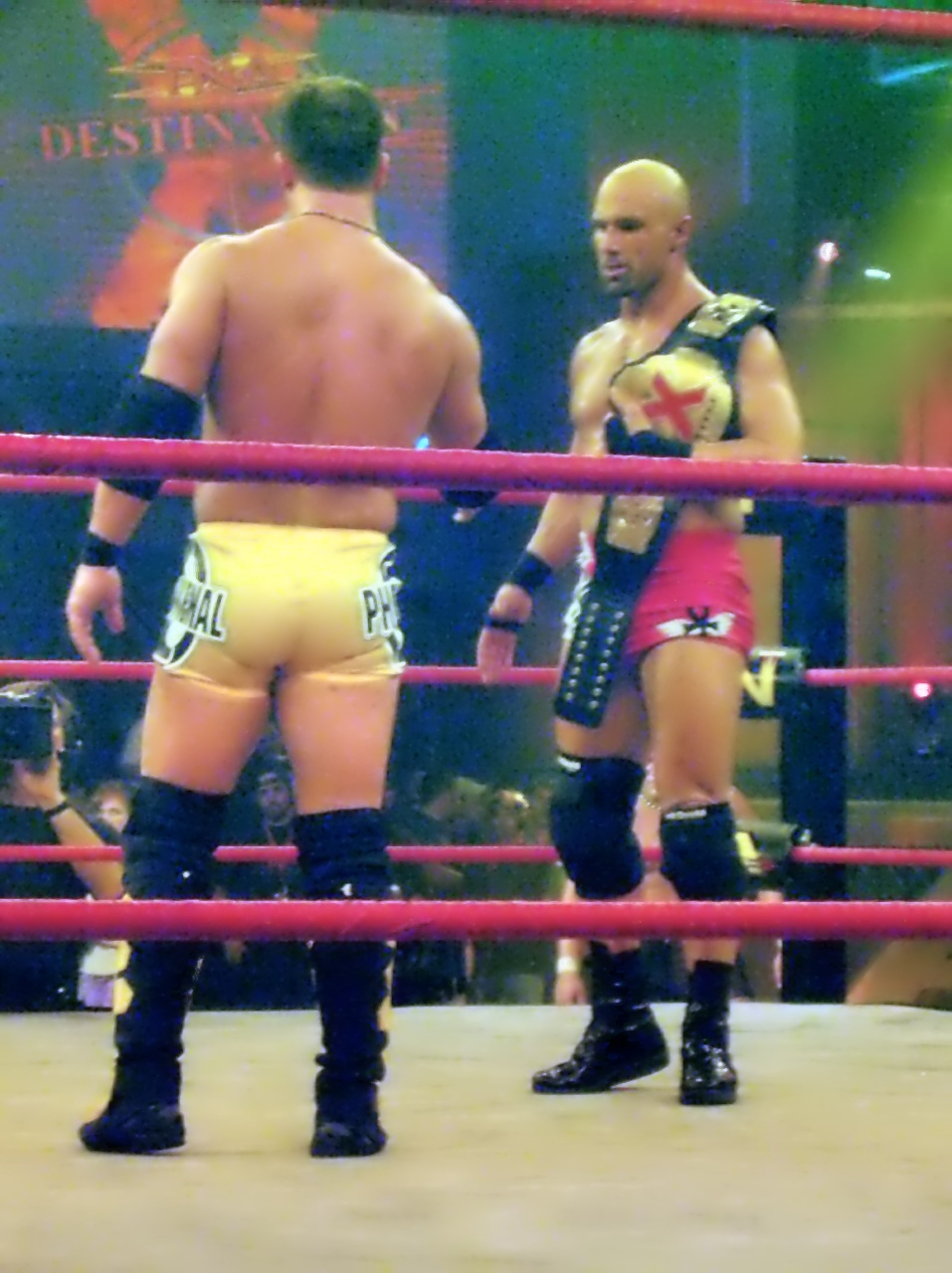
В течение 2005 года Стайлз объединился и враждовал с Кристофером Дэниелсом

На Bound for Glory Стайлз успешно защитил титул против Кристофера Дэниелса во втором тридцатиминутном матче «Железный человек». В следующем месяце на Genesis Стайлз успешно защитил титул против Пити Уильямса. Затем Стайлз начал вражду с Самоа Джо, утверждая, что тот нарушил неписаный «кодекс икс-дивизиона», жестоко избив Дэниелса. На Turning Point Стайлз проиграл титул чемпиона икс-дивизиона Джо. Стайлзу не удалось сохранить титул в матче тройной угрозы, в котором также участвовал Дэниелс, на Against All Odds, и в матче Ultimate X на Destination X, который выиграл Дэниелс. После того как Дэниелс проиграл титул Джо, Стайлз вместе с Дэниелсом бросил вызов America’s Most Wanted, чтобы выиграть командное чемпионство мира NWA. После того, как America’s Most Wanted дважды проиграли в титульных матчах, Стайлз и Дэниелс выиграли титул на Slammiversary. Они успешно удержали титул против The Latin American Xchange (LAX, Хомисайд и Эрнандес) на Hard Justice, только для того, чтобы проиграть им в матче «Пограничная драка» на эпизоде Impact! 24 августа. Они вернули титул на No Surrender, но снова проиграли LAX на Bound for Glory в матче «Шесть сторон стали».
В эпизоде Impact! от 2 ноября Стайлз победил Криса Сейбина и в шестой раз стал чемпионом икс-дивизиона TNA. Этот матч также был четвертьфиналом турнира «Борьба за право» за право стать первым претендентом на титул чемпиона мира NWA в тяжёлом весе Стинга; Стайлз выиграл полуфинальный матч на Impact! 9 ноября, но в финале был побеждён Абиссом. В эпизоде Impact! 16 ноября, Стайлз проиграл чемпионство икс-дивизона TNA Дэниелсу в трёхстороннем матче, когда Дэниелс удержал Сейбина. На Genesis Стайлз проиграл Кристиану Кейджу, в чём Стайлз обвинил Дэниелса, который пытался вмешаться с его стороны.
Далее Стайлз враждовал с Райно в попытке примирить его с Дэниелсом, и на Turning Point он победил Райно, а 22 декабря в эпизоде Impact Стайлз и Самоа Джо победили Райно и Курта Энгла. Затем Райно победил Стайлза в матче «Последний живой» на Final Resolution и на Destination X в матче Elevation X.

#### Различные союзы (2007—2009)

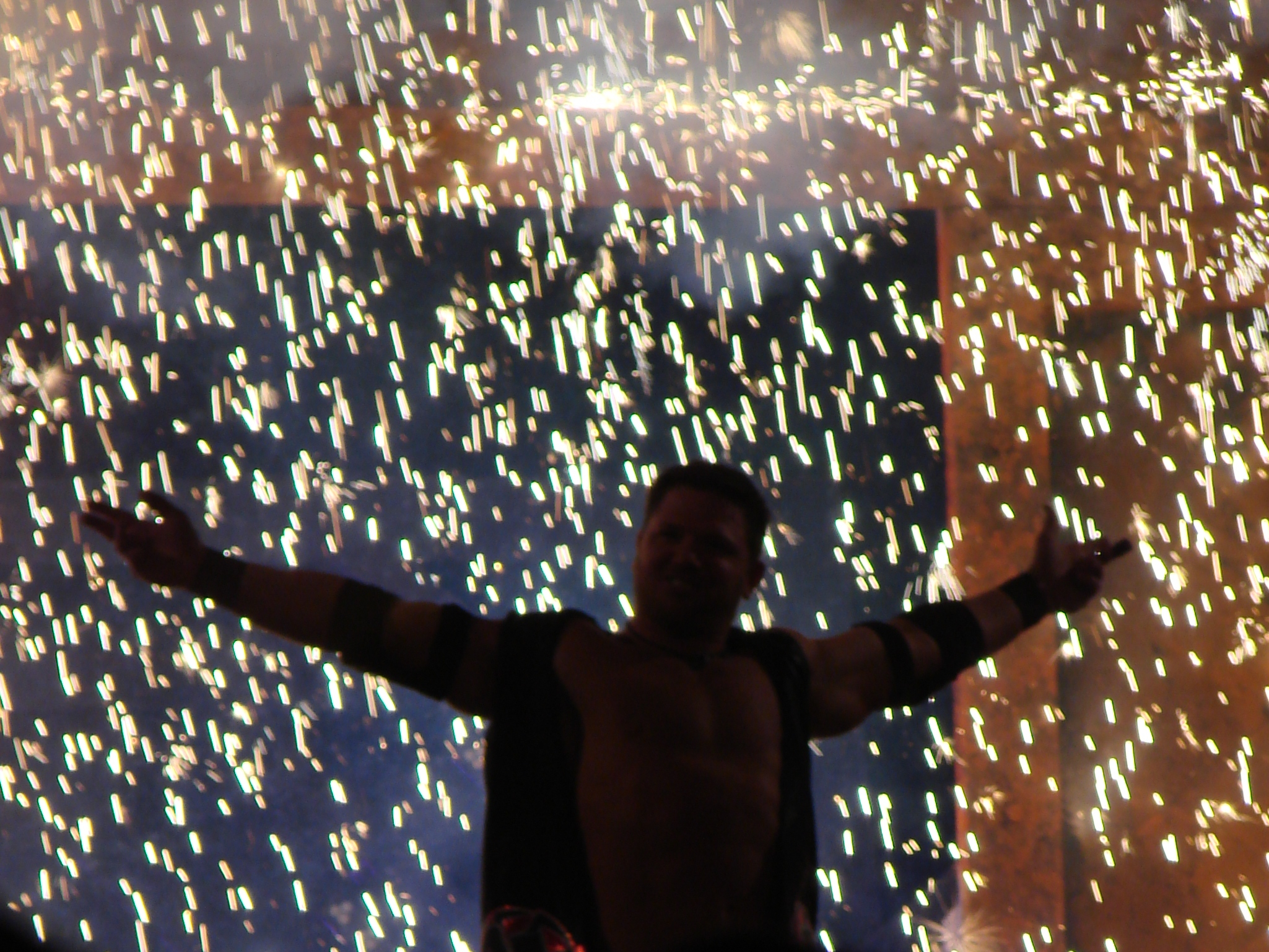
Стайлз выходит на ринг во время Lockdown, 2007 год

Стайлз объединился с Кристианом Кейджем на Lockdown, создав команду, которая была побеждена «Командой Энгла». Стайлз объединился с Томко, чтобы сразиться со Стингом и Абиссом на Victory Road, но потерпел поражение. На No Surrender Стайлз и Томко выиграли матч «Ганутлет» десяти команд, чтобы получить матч за командное чемпионство на Bound for Glory против команды Адама Джонса и Рона Киллингса, где они победили их и завоевали командное чемпионство мира TNA. Они успешно провели защиту против LAX в эпизоде Impact! от 1 ноября и на Genesis против братьев Штайнеров (Рик и Скотт Штайнеры). Позже, тем же вечером, Стайлз и Томко по неосторожности стоили Кейджу победы в матче и помогли Курту Энглу сохранить звание чемпиона мира. В течение следующих нескольких недель Стайлз стоял перед выбором между Кейджем и Энглом, пока не присоединился к «Альянсу Энгла» на Final Resolution.
В феврале 2008 года Стайлз был вовлечён в сюжетную линию, в которой он случайно стал женат на Карен Энгл. Тем временем, Стайлз и Томко проиграли командное чемпионство мира TNA Казу и Супер Эрику. Поскольку Курт Энгл постоянно обвинял Стайлза и Карен в любовной связи, а они оба утверждали, что между ними были только дружеские отношения, Стайлз ушёл из «Альянса Энгла». В отместку Томко стоил Стайлзу победы в отборочном матче «Царя горы» против Букера Ти. На Slammiversary Стайлз победил Энгла после того, как Карен отвлекла его внимание, но после матча был избит Энглом и Томко. Вражда продолжалась до Hard Justice, где он победил Энгла в матче «Последний живой». Они продолжали обмениваться победами, и на следующем эпизоде Impact! он победил Энгла в борьбе за золотую олимпийскую медаль. На следующей неделе Стайлз выиграл матч-реванш с лестницами, чтобы положить конец их вражде, но позже Джефф Джарретт попросил его вернуть Энглу его золотую медаль, чтобы попытаться наладить отношения с Энглом.

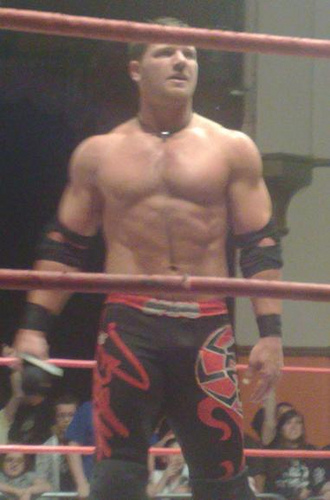
Стайлз на шоу TNA в 2008 году

На Bound for Glory IV Стайлз встретился с Кристианом Кейджем и Букером Ти в трёхстороннем матче, в котором победил Букер Ти. Вскоре после этого Букер Ти, Курт Энгл, Кевин Нэш и Стинг сформировали группировку The Main Event Mafia (MEM), и Стайлз объединился с Самоа Джо для борьбы с ними. В эпизоде Impact! от 30 октября Стайлз и Джо создали группировку молодых рестлеров под названием «Линия фронта TNA» для борьбы с MEM, в которую вошёл Скотт Штайнер. Стайлз бросил вызов Стингу в борьбе за титул чемпиона мира TNA в тяжёлом весе на Turning Point и снова в командном матче восьми человек на Final Resolution, но каждый раз терпел поражение. В эпизоде Impact! от 22 января 2009 года Энгл поклялся закончить карьеру Стайлза и позже тем же вечером победил Стайлза в матче за столами, в котором Стайлз получил сюжетную травму.
На турнире Against All Odds Стайлз вернулся, напав на Букера Ти и украл у него чемпионство легенд TNA. На Destination X Стайлз победил Букера Ти и стал чемпионом легенд (и первым чемпионом Большого шлема в TNA), а на Sacrifice он сохранил титул в матче-реванше. На Slammiversary Стайлз участвовал в матче «Царь горы» за титул чемпиона мира TNA в тяжёлом весе, но не смог победить, так как Самоа Джо выступил против «Линии фронта TNA» и помог Энглу выиграть. Нэш отобрал у Стайлза чемпионство легенд на Victory Road. После поражения Стайлз начал серию «Лучший из трёх матчей» против Мэтта Моргана за правл на матч за звание чемпиона мира TNA в тяжёлом весе со Стингом и Энглом на Hard Justice, в котором Стайлз выиграл первый матч, но проиграл два следующих, в результате чего Морган попал на Hard Justice.

#### Чемпион мира TNA в тяжёлом весе (2009—2010)
В эпизоде Impact! от 20 августа Стайлз был отговорён от завершения карьеры Стингом, который сказал, что выбрал Стайлза, чтобы тот нёс факел после него. На No Surrender Стайлз выиграл титул чемпиона мира TNA в тяжёлом весе в пятистороннем матче против Мэтта Моргана, Стинга, Эрнандеса и защищающегося чемпиона Курта Энгла. На Bound for Glory Стайлз сохранил титул против Стинга, завершив тем самым его победную серию на Bound for Glory. За кулисами на Стайлза напал неизвестный, и он решил, что это Самоа Джо или Кристофер Дэниелс, с которыми он столкнулся в следующем месяце на Turning Point, чтобы сохранить титул чемпиона мира TNA в тяжёлом весе. Стайлз продолжил успешно защищать титул против Десмонда Вульфа в эпизоде Impact! от 10 декабря, против Дэниелса на Final Resolution, против Энгла в эпизоде Impact! от 4 января 2010 года и в эпизоде Impact! от 14 января против Томко, который оказался таинственным нападавшим.
На Genesis Стайлз превратился в злодея и победил Энгла в матче «Последний шанс», чтобы снова сохранить чемпионство при помощи Рика Флэра. В эпизоде Impact! от 21 января Флэр объявил, что он присоединился к Стайлзу и окрестил Стайлза «Новым дитя природы», но в том же эпизоде Халк Хоган объявил о реванше матча с Genesis, в котором, если Флэр вмешается, Стайлз будет лишён титула и отдан Энглу. Во время матча Энгл применил свой фирменный приём, «Захва лодыжки», который Стайлз перевернул его и применил тот же приём к Энглу, как вдруг рефери Эрл Хебнер, подкупленный Флэром, объявил победу Стайлза, хотя Энгл не сдался. На Against All Odds Стайлз сохранил титул против Самоа Джо, при помощи Флэра, в матче, который судил Эрик Бишофф. В эпизоде Impact! от 8 марта Стайлз объединился с Риком Флэром в командном бою против Абисса и Халка Хогана. Стайлз защитил титул против Абисса на Destination X в матче, который закончился безрезультатно после того, как Абисс сломал Стайлзом ринг. На Lockdown Стайлз успешно защитил титул против Ди’Анджело Динеро в матче в стальной клетке. На следующий день на шоу Impact! Стайлз уступил титул чемпиона мира TNA в тяжёлом весе Робу Ван Даму, завершив его рекордное на тот момент 211-дневное чемпионство. Стайлз встретился с Ван Дамом в матче-реванше на Sacrifice, но снова потерпел поражение.

#### «Фортуна» (2010—2012)

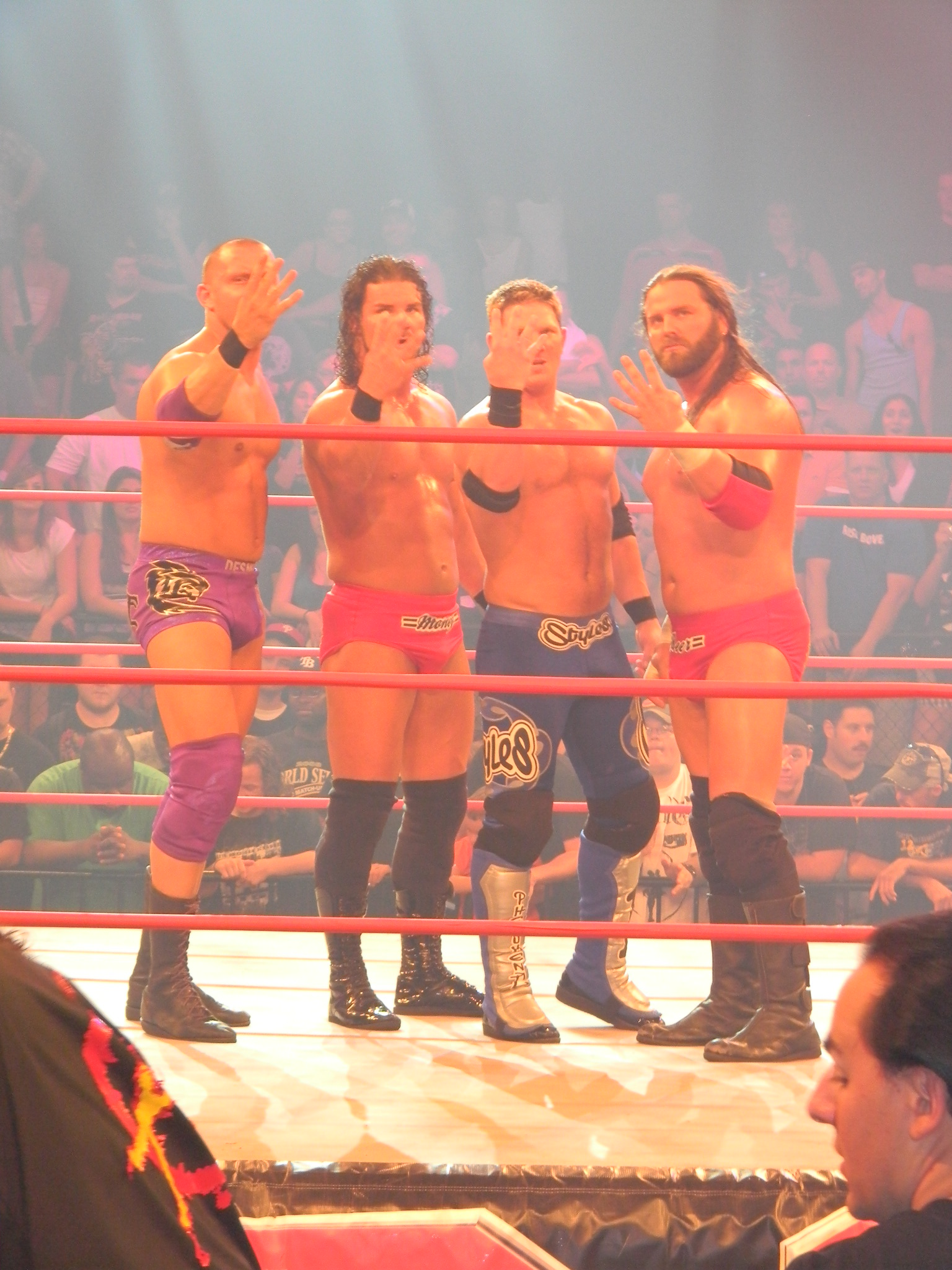
«Фуртуна»: (слева направо) Десмонд Вулф, Роберт Руд, Стайлз и Джеймс Шторм

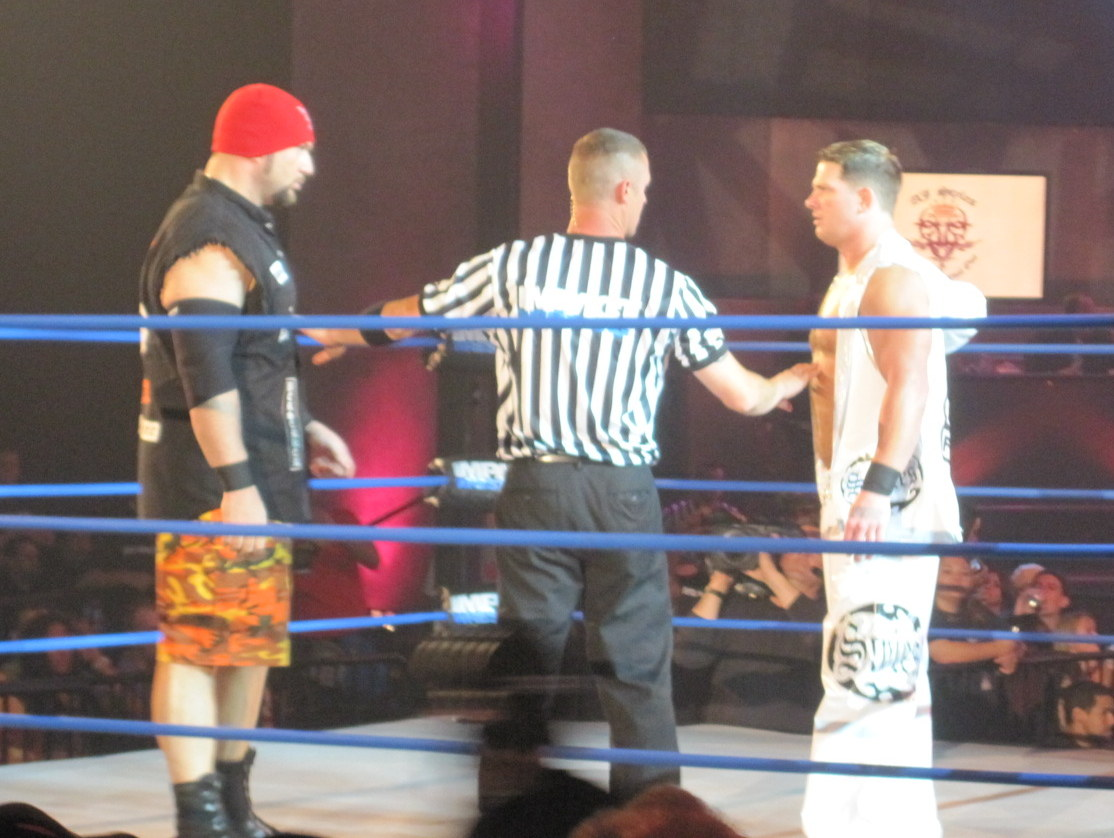
Стайлз встретится с Булли Рэем на Slammiversary IX

Учитывая эти промахи, Флэр принял Казариана в качестве своего нового протеже, что вызвало ревность у Стайлза, который попытался произвести впечатление на своего наставника, но после неудачи в матче с Джеем Литалом, Флэр приказал ему «идти домой». На Slammiversary VIII Стайлз попытался вернуть Флэра, победив Литала, но снова проиграл. На следующем эпизоде Impact! Флэр, который объединился со Стайлзом, Десмондом Вулфом, Казарианом, Робертом Рудом и Джеймсом Штормом, объявил, что он реформирует «Четырех всадников» под новым названием «Фортуна», заявив, что каждый из них должен заслужить своё место в группировке. Стайлз и Казариан заработали свои места, победив Самоа Джо и Роба Терри благодаря внешнему вмешательству Десмонда Вулфа. В эпизоде Impact! от 22 июля Стайлз победил Терри и во второй раз выиграл глобальное чемпионство TNA (бывший чемпионство легенд). На следующей неделе на шоу Impact! Стайлз переименовал титул в телевизионное чемпионство TNA. После этого «Фортуна» враждовала с EV 2.0, и Стайлз победил лидера EV 2.0 Томми Дримера в матче I Quit на No Surrender, хотя «Фортуна» потерпела поражение в матче «Смертельная засада» от EV 2.0 на Bound for Glory. На следующем эпизоде Impact! «Фортуна» заключили союз с новой командой Халка Хогана и Эрика Бишоффа «Бессмертные». На Turning Point «Фортуна» победили EV 2.0 в командном матче десяти человек, в результате чего Сабу из EV 2.0 был уволен из TNA. В следующем месяце на Final Resolution Стайлз проиграл телевизионное чемпионство TNA Дугласу Уильямсу. В эпизоде Impact! от 3 февраля «Фортуна» превратилась в фейсов, напав на «Бессмертных», когда они вмешались в матч за звание чемпиона мира TNA в тяжёлом весе между Мистером Андерсоном и Джеффом Харди. Флэр, который не участвовал в сюжете «Фортуны» из-за травмы, вернулся на 17 февраля в эпизоде Impact!, обратившись против «Фортуны» во время матча между Стайлзом и Мэттом Харди и перешёл в «Бессмертные». 10 марта Стайлз встретился с Флэром и Харди в трёхсторонней уличной драке, где Стайлз был удержан своим бывшим наставником при помощи Харди. На Victory Road Стайлз победил Харди в одиночном матче, несмотря на вмешательство Флэра.
На следующем эпизоде Impact! Стайлз выбыл из-за сюжетной травмы после того, как Флэр помог Булли Рэю провести «пауэрбомбу» Стайлзу со сцены на стол. Стайлз вернулся 17 апреля на Lockdown, напал на Булли Рэя и помог «Фортуне» победить «Бессмертных». Затем он враждовал с Томми Дримером, который присоединился к «Бессмартным», чтобы сохранить свою работу; Рэй стоил Стайлзу победы в матче с Дримером на Sacrifice, ударив его цепью. На эпизоде 26 мая ребрендинга шоу в Impact Wrestling Стайлз и Дэниелс победили Рэя и Дримера в уличной драке без дисквалификации, причём Стайлз удержал Дримера, чтобы отомстить за поражение на Sacrifice. Вражда закончилась на Slammiversary IX, где Рэй победил Стайлза в матче «Последний живой». После этого Стайлз победил Кристофера Дэниелса в главном событии Destination X. После нескольких недель просьб о реванше, Стайлз, наконец, предоставил Дэниелсу реванш в эпизоде Impact Wrestling от 1 сентября, где Дэниелс победил и отказался пожать руку Стайлзу. На Bound for Glory Стайлз победил Дэниелса в матче I Quit. После победы над Дэниелсом 10 ноября на Impact Wrestling, Стайлз вступил во вражду с чемпионом мира TNA в тяжёлом весе Бобби Рудом, не сумев выиграть чемпионство на Turning Point, победив его в матче «Железный человек» на Final Resolution, но проиграв на тай-брейке «Внезапная смерть» на следующем шоу Impact Wrestling. В следующих эпизодах Impact Wrestling Стайлз и Казариан, два последних члена «Фортуны», вышли в финал турнира Wild Card. Во время финального матча против Магнуса и Самоа Джо на эпизоде Impact Wrestling от 5 января 2012 года Казариан бросил Стайлза и объединился с Кристофером Дэниелсом, фактически положив конец «Фортуне».

#### Последние сюжеты (2012—2014)
8 декабря 2013 стало известно, что переговоры о контракте между Стайлзом и TNA сорвались и что Стайлз покинет промоушен, став свободным агентом с 17 декабря и завершив своё почти двенадцатилетнее сотрудничество с компанией. По словам Стайлза, он покинул промоушен, так как они сделали ему предложение, в котором его зарплата была снижена примерно на 60 %.

### New Japan Pro-Wrestling (2014—2016)

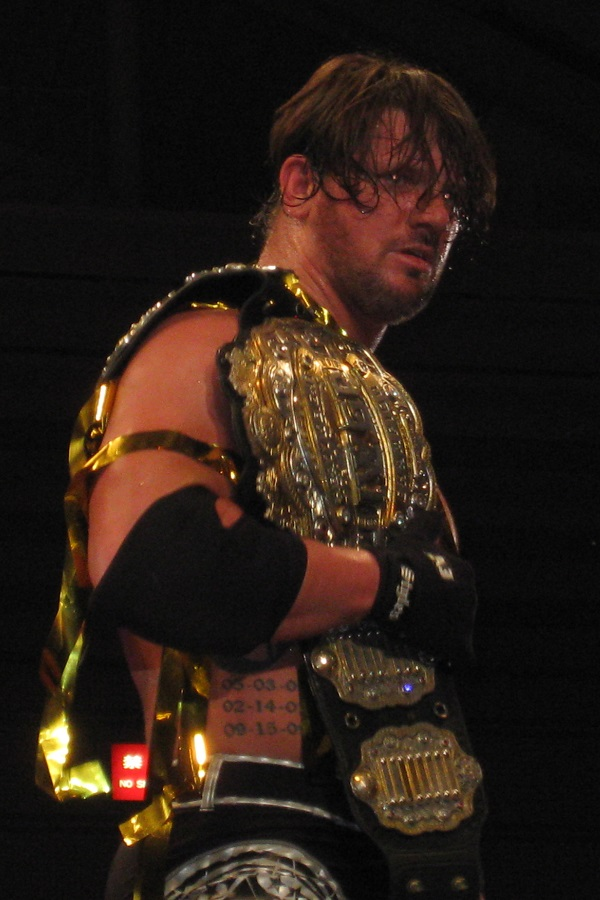
AJ Styles как чемпион IWGP

Впервые со времени партнёрства TNA-NJPW в 2008 году, 27 марта 2014 года, было сообщено, что Стайлз вернётся в New Japan Pro-Wrestling и подпишет контракт с компанией. Возвращение Стайлза произошло 6 апреля на Invasion Attack, где он напал на чемпиона IWGP в тяжёлом весе Кадзутику Окаду после его матча и провёл ему Styles Clash, бросив вызов Окаде на титульный матч. Стайлз стал новым участником Bullet Club, зарекомендовав себя как злодей в этом сегменте. После того, как Bullet Club покинул Принц Дэвитт, Карл Андерсон позиционировался как новый лидер Bullet Club, тем не менее, Стайлз считался лидером ROH-версии Bullet Club. Стайлз провёл свой первый матч 3 мая на Wrestling Dontaku, где он победил Окаду с помощью Юдзиро Такахаси, став новым чемпионом IWGP в тяжёлом весе. С этой победой, Стайлз стал шестым не японским чемпионом в истории титула и первым американцем после Брока Леснара в 2005 году. Также Стайлз быстрее всего выиграл чемпионство IWGP в тяжёлом весе после своего дебюта. 17 мая Стайлз сделал свою первую успешную защиту титула в трёхстороннем матче с Окадой и Майклом Элгином на совместном мероприятии NJPW/ROH War of the Worlds в Нью-Йорке. 25 мая на арене «Иокогама» Стайлз победил Окаду проведя свою вторую успешную защиту титула. Стайлз потерпел первое поражение в NJPW 21 июля, когда он был побеждён Окадой в первом матче на G1 Climax. Из девяти оставшихся матчей в турнире Стайлз проиграл только один, но не смог выйти в финал из-за проигрыша Окаде в матче один на один. 13 октября на King of Pro-Wrestling Стайлз проиграл титул IWGP в тяжёлом весе Хироси Танахаси.
8 ноября в борьбе за титул Стайлз победил Ёситатцу с помощью Джеффа Джаррета и после матча столкнулся с Тэцуя Наито. Во время матча Ёситатцу сломал шею, неудачно приземлившись после Styles Clash, что привело к тому, что NJPW продвигали Эй Джея как «убийцу». В конце месяца Стайлз принял участие в World Tag League вместе с Юдзиро Такахаси. Несмотря на победу над действующими командными чемпионами IWGP Люком Гэллоузом и Карлом Андерсоном, Стайлз и Такаши не смогли выйти из своего блока с четырьмя победами из-за проигрыша Кадзутике Окаде и Ёси-Хаси в последний день турнира. Стайлз и Наито столкнулись в матче 4 января 2015 года на Wrestle Kingdom 9 в Tokyo Dome, где Стайлз одержал победу. 6 января 2015 года Стайлз вернулся в гонку за чемпионство IWGP в супертяжёлом весе, когда он победил Танахаси в матче из восьми человек. 11 февраля Стайлз победил Танахаси, выиграв чемпионство IWGP в тяжёлом весе во второй раз. Стайлз провёл свою первую защиту титула 5 апреля на Invasion Attack, где он победил победителя Кубка Японии Кота Ибуси. Его пятимесячный рейн закончился 5 июля на Dominion 7.5 в Осака-джо-Холле, где он был побеждён Кадзутикой Окадой. С 20 июля по 14 августа, Стайлз принимал участие в турнире G1 Climax. Стайлз дошёл до последнего матча, при победе он обеспечивал себе выход из своего блока, но проигрыш Хироси Танахаси стоил ему места в финале, рекорд Эй Джея составил шесть побед и три поражения. 12 октября на King of Pro-Wrestling Стайлз получил реванш за чемпионство IWGP в тяжёлом весе, но был снова побеждён Окадой.
В ноябре Стайлз вошёл в гонку за Интерконтинентальное чемпионство IWGP, бросив вызов Синсукэ Накамуре на титульный матч. Позже, в том же месяце, Стайлз был вынужден выйти из турнира World Tag League 2015 года из-за травмы спины. Стайлз вернулся на ринг NJPW 4 января 2016 года на Wrestle Kingdom 10 в Tokyo Dome, где он проиграл матч Синсукэ Накамуре за Интерконтинентальное чемпионство IWGP. Позднее сообщалось, что утром 4 января Стайлз уведомил NJPW о своём уходе из компании и подписании контракта с WWE. На следующий день Стайлз сделал своё последнее появление в NJPW, где часть Bullet Club предала его, а Кенни Омега стал новым лидером Bullet Club.

### WWE

#### Чемпионства и вражда с Джоном Синой (2016—2017)

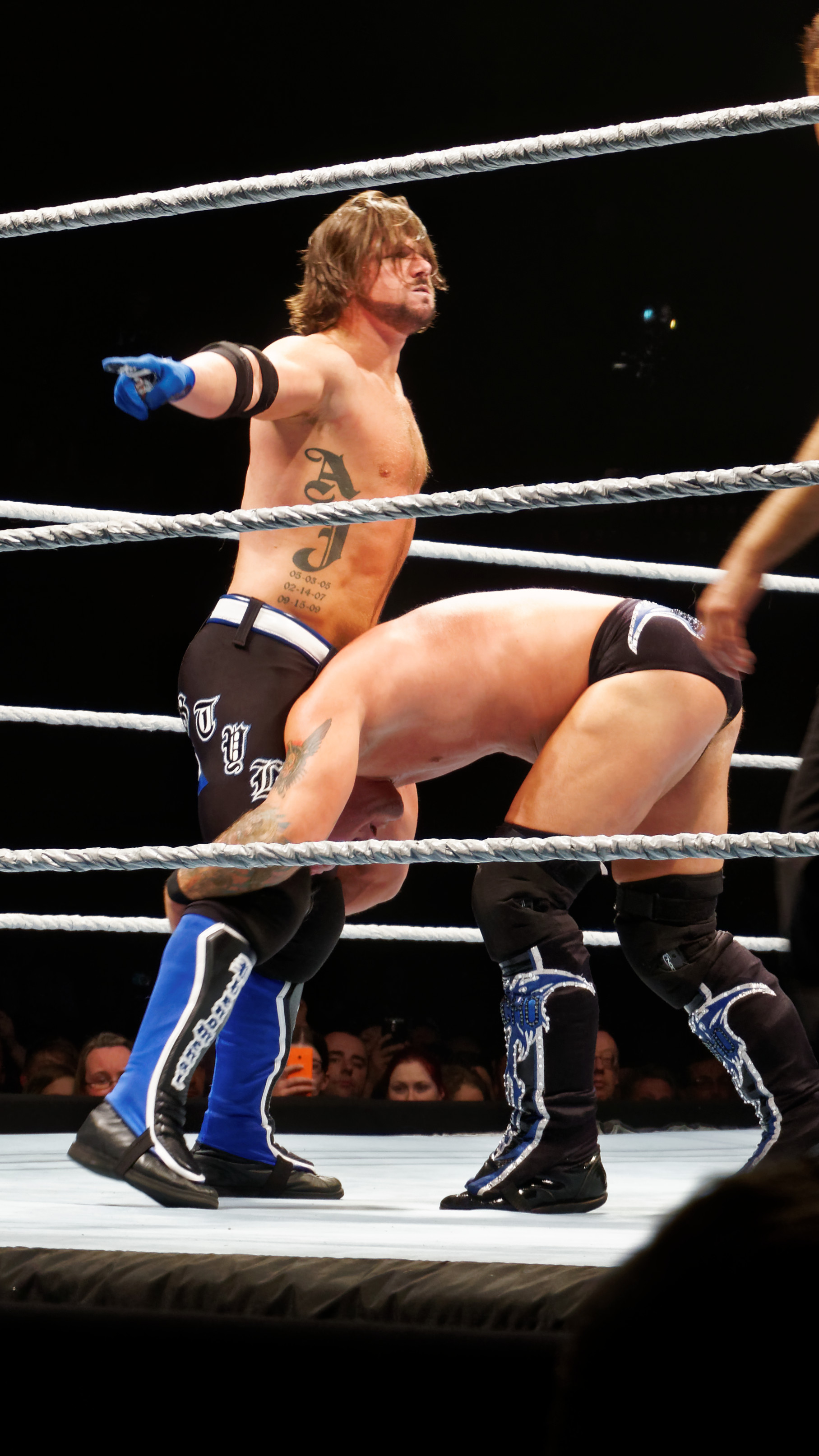
Стайлз готовится провести Styles Clash Крису Джерико на домашнем шоу в апреле 2016 года

После недель слухов освещающих что Эй Джей покидает NJPW и переходит в WWE, 20 января 2016 года было подтверждено, что он подписал контракт с WWE. До подписания Стайлз также вёл переговоры с TNA. Первоначально Стайлз согласился вернуться в TNA к продвижению Bullet Club вместе с Люком Гэллоузом и Карлом Андерсоном, однако WWE предложили ему «ударную сделку». После того, как Эй Джей отсутствовал в WWE с момента его матча в 2002 году, Стайлз совершил возвращение в WWE 24 января на Royal Rumble 2016, выйдя под номером 3 и получив громкую овацию зрителей. Стайлз устранил в матче Кертиса Акселя и Тайлера Бриза, прежде чем был устранён Кевином Оуэнсом, продержавшись чуть менее 29 минут в матче. Затем Эй Джей начал сюжетную линию с Крисом Джерико, кульминацией их вражды стал их матч 21 февраля на PPV Fastlane, где Эй Джей победил по болевому. После Fastlane, Крис и Эй Джей сформировали команду, получившую название Y2AJ, победив Новый День (Big E и Кофи Кингстон) в двух матчах без титулов на кону. На эпизоде Raw 7 марта Y2AJ сразились за командные чемпионства WWE, которые Y2AJ не смогли выиграть, после чего Крис напал на Эй Джея, официально разрушив их союз. Оба впоследствии вмешивались в матчи друг друга, что привело к матчу между ними на WrestleMania 32. 3 апреля на WrestleMania 32 Стайлз проиграл Джерико.
На следующем эпизоде Raw Эй Джей победил Криса Джерико, Сезаро и Кевина Оуэнса в четырёхстороннем матче, став претендентом номер 1 на чемпионство WWE в супертяжёлом весе, которым владел Роман Рейнс. В последующие недели Стайлз воссоединился с бывшими друзьями по Bullet Club Люком Гэллоузом и Карлом Андерсоном (позже известными как «Клуб»). На Payback 1 мая, Роман Рейнс победил Эй Джея после того, как матч был перезапущен дважды (Эй Джей сначала выиграл по отсчёту, а затем дисквалификацией). Стайлз получил реванш на Extreme Rules в матче по экстремальным правилам, но потерпел поражение из-за вмешательства Гэллоуза, Андерсона и Братьев Усо (Джей и Джимми Усо). На эпизоде Raw 30 мая он приветствовал возвращение Джона Сины, только чтобы напасть на него позже с помощью Гэллоуза и Андерсона, в результате став отрицательным персонажем (хилом). Позднее был назначен матч между Стайлзом и Синой на Money in the Bank 19 июня, который Стайлз выиграл после вмешательства «Клуба». На BattleGround 24 июля Клуб и Эй Джей провели матч против Сины, Энцо Аморе и Биг Кэсса, где они проиграли после того, как Сина удержал Стайлза.

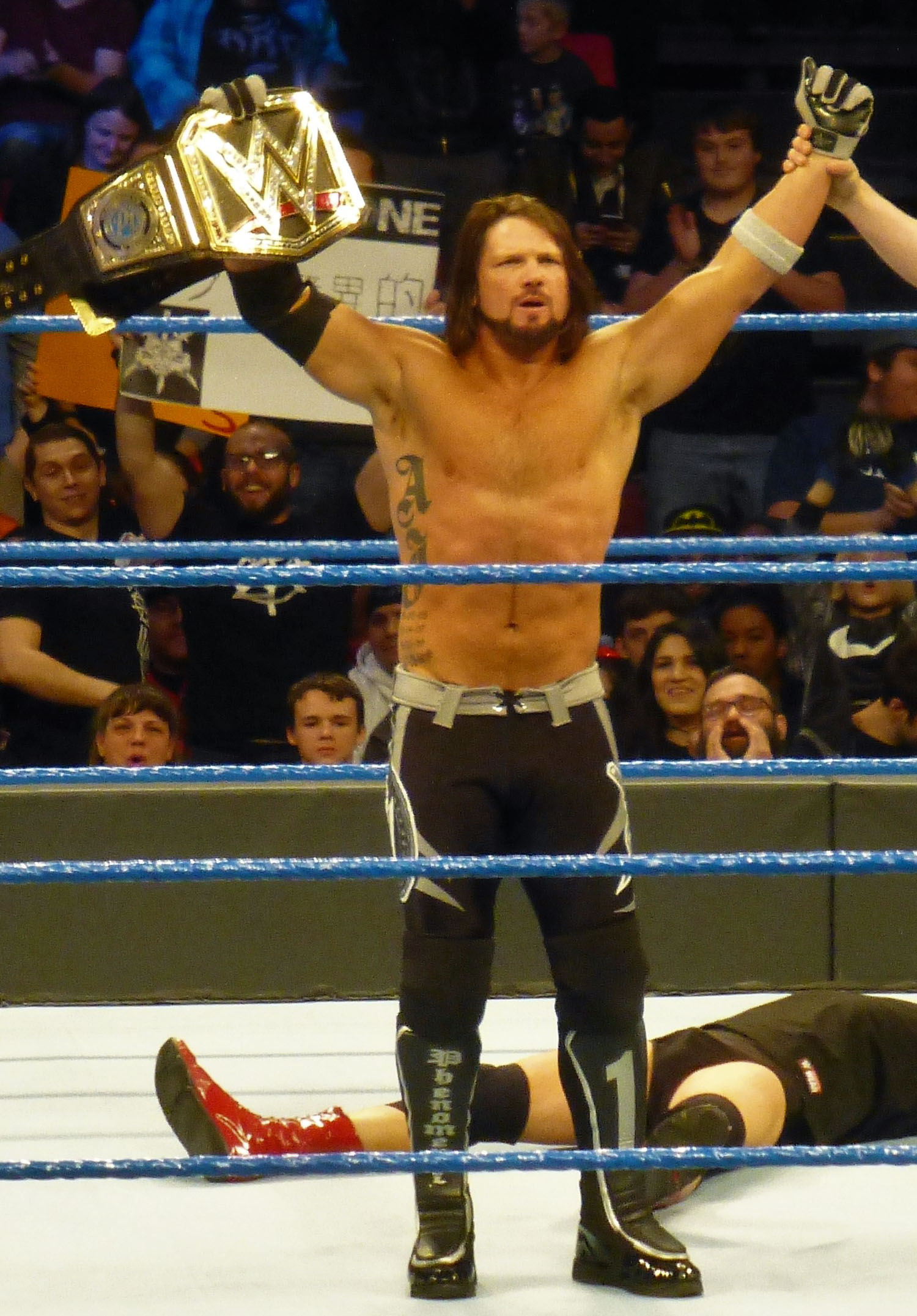
Стайлз в качестве чемпиона WWE в декабре 2016 года

Во время драфта WWE 2016 года, 19 июля Эй Джей был переведён на бренд SmackDown, став вторым выбором бренда, в то время как Гэллоуз и Андерсон были переведены на Raw. Эй Джей провёл матч с Синой на SummerSlam 21 августа, честно победив его. После победы над Синой, Стайлз объявил себя «новым лицом WWE» и «лицом, управляющим этим местом».
Благодаря своей победе на SummerSlam, Стайлз вновь вошёл в гонку за титул чемпиона мира WWE, получив ещё одну возможность на BackLash проведя матч против Дина Эмброуза. 11 сентября Стайлз победил Эмброуза, став чемпионом мира WWE, это был его первый титул в WWE и восьмой титул чемпиона мира в целом. Стайлз провёл свою первую успешную защиту титула против Эмброуза в матче-реванше 27 сентября на эпизоде SmackDown Live после вмешательства Джона Сины. На No Mercy 9 октября, Стайлз сохранил титул против Сины и Эмброуза в матче тройной угрозы. На эпизоде 11 октября SmackDown Live Стайлз потерпел унизительное поражение в матче без титула на кону, проиграв Джеймсу Элсворту после вмешательства Эмброуза в матч (который был специальным рефери). Генеральный менеджер SmackDown Дэниел Брайан впоследствии дал Элсворту матч за чемпионство WWE против Эй Джея, на эпизоде SmackDown Live 18 октября, в котором Эй Джей проиграл из-за дисквалификации, но сохранил титул. Несмотря на противостояние, Эмброуз и Стайлз были частью команды SmackDown на Survivor Series 20 ноября, где их команда в конечном итоге победила, несмотря на то, что оба нападали друг на друга во время матча. На эпизоде 22 ноября SmackDown Live, Стайлз проиграл Элсворту в лестничном матче после вмешательства Эмброуза, заработав Элсворту контракт SmackDown и будущий матч за чемпионство WWE. На TLC 4 декабря Эй Джей победил Эмброуза в мачте по правилам TLC, сохранив титул после того, как Элсворт вмешался и напал на Эмброуза. Элсворт объяснил своё нападение тем, что, поскольку он уже трижды побеждал Стайлза, потому он хочет победить его снова, на этот раз за его пояс чемпиона WWE. На эпизоде 20 декабря SmackDown Live, Эй Джей победил Элсворта менее чем за минуту, сохранив чемпионство и закончив вражду между ними. 27 декабря на эпизоде SmackDown Live, Стайлз победил Дольфа Зигглера и Барона Корбина в тройном матче, сохранив свой титул. Эй Джей проиграл титул Джону Сине на Royal Rumble 29 января 2017 года, провладев титулом 140 дней.
12 февраля на Elimination Chamber, Стайлз сражался в матче по правилам Elimination Chamber против Сины, Барона Корбина, Брэя Уайатта, интерконтинентального чемпиона Дина Эмброуза и Миза за чемпионство WWE, где он продержался до последних двух участников, прежде чем был устранён Уайаттом, который стал новым чемпионом. На следующем эпизоде SmackDown Live Стайлз не смог вернуть титул в матче тройной угрозы против Джона Сины и Брэя Уайатта.
На эпизоде 21 февраля SmackDown Live, после того, как победитель Royal Rumble 2017 года Рэнди Ортон не захотел сражаться с Уайаттом на WrestleMania 33 в матче за чемпионство WWE, Эй Джей провёл матч, чтобы определить нового претендента на титул, матч закончился ничьей после того, как Эй Джей и Люк Харпер устранили друг друга одновременно. На следующей неделе, он победил Харпера, став претендентом номер 1 на чемпионство WWE. Однако, позднее Ортон предал Уайатта и вернул себе право встретиться с ним на WrestleMania 33. Что привело к матчу между Стайлзом и Ортоном на эпизоде SmackDown Live 7 марта, где Стайлз проиграл. На эпизоде SmackDown Live от 14 марта, Стайлз напал на генерального менеджера SmackDown Шейна Макмэна (которого Стайлз обвинил в том, что тот не дал ему матч за чемпионство WWE на WrestleMania). После этого, Дэниел Брайан поговорил со Стайлзом и в сюжетной линии, уволил его за его действия. Однако, позже той же ночью, Шейн вернулся на арену и объявил, что встретится со Стайлзом на WrestleMania 33. На самом шоу Эй Джей победил Шейна. На эпизоде SmackDown Live после WrestleMania, Стайлз пожал руку Шейну Макмэну.
На эпизоде 11 апреля SmackDown Live Стайлз победил Барона Корбина и Сэми Зейна, став претендентом номер 1 на чемпионство Соединённых Штатов. На BackLash 21 мая Стайлз проиграл матч Кевину Оуэнсу за чемпионство США по отсчёту. На Money in the Bank 18 июня Стайлзу не удалось выиграть кейс Money In The Bank. После того, как Стайлз вновь стал претендентом номер 1 на чемпионство Оуэнса, был назначен титульный матч на Battleground между ними. Однако, уже 7 июля Стайлз победил Оуэнса на хаус-шоу WWE Live Event в Madison Square Garden, став впервые в своей карьере чемпионом США. На Battleground 23 июля Стайлз проиграл титул обратно Оуэнсу. Стайлз вернул титул через два дня на SmackDown Live в матче тройной угрозы, с вернувшемся Крисом Джерико, став двукратным чемпионом Соединённых Штатов. На SummerSlam 20 августа , Стайлз победил Оуэнса, сохранив титул в матче с Шейном МакМэном в качестве специального приглашённого рефери. После очередной победы над Оуэнсом, два дня спустя на SmackDown Live Эй Джей начал проводить открытые вызовы на матч за свой титул. Успешно защитив титул два раза на SmackDown Live от Тая Диллинджера, кроме того у Диллинджера был конфликт с Бароном Корбином. Это привело к матчу тройной угрозы на Hell In a Cell 8 октября, где Стайлз проиграл титул Корбину, который удержал Диллинджера, тем самым закончив свой титульный рейн Стайлза в 75 дней. После того, как Эй Джею не удалось вернуть титул чемпиона США, Стайлз начал противостояние с тогдашним чемпионом WWE Джиндером Махалом. Стайлз также появился на TLC 22 октября, проведя матч с Финном Балором из-за того, что первоначальный противник Балора Брэй Уайатт не был допущен к матчу.

#### Год в качестве чемпиона WWE (2017—2018)
На эпизоде 7 ноября SmackDown Live в Манчестере, Англия, Стайлз победил чемпиона WWE Джиндера Махала и выиграл титул. Титул впервые сменил владельца на SmackDown с сентября 2003 года. Стайлз стал двукратным чемпионом WWE и первым реслером WWE, выигравшего главный пояс компании за пределами Северной Америки (Антонио Иноки выиграл титул в Японии в 1979 году, но его победа не признана WWE). Стайлз провёл матч чемпион против чемпиона на Survivor Series 19 ноября против чемпиона вселенной WWE Брока Леснара, который он проиграл. На Clash of Champions 17 декабря Стайлз победил Махала в своей первой защите титула. Следующие противостояния Стайлза были против Кевина Оуэнса и Сэми Зейна, которым он проиграл матчи один на один из-за вмешательства, что привело к матчу на Royal Rumble 28 января 2018 года, который выиграл Стайлз. Стайлз затем успешно защитил титул в матче из шести человек, против Оуэнса, Зейна, Джона Сины, Дольфа Зигглера и Барона Корбина на Fastlane 11 марта.

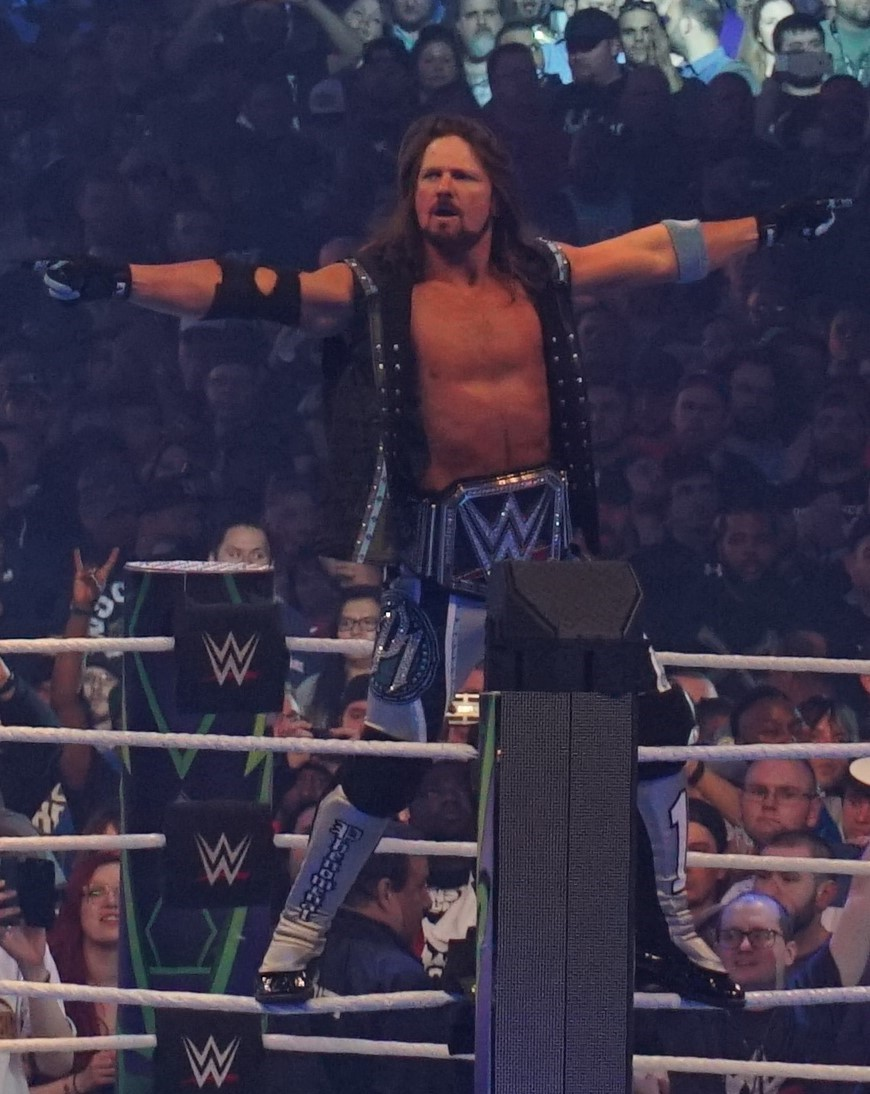
Стайлз в качестве чемпиона WWE на WrestleMania 34

Вскоре после этого Стайлз начал вражду с Синсукэ Накамурой (который выиграл Royal Rumble 2018), проведя свой первый матч друг с другом после Wrestle Kingdom 10. На WrestleMania 34, 8 апреля, Стайлз победил Накамуру, сохранив титул чемпиона WWE. После матча Стайлз подвергся нападению со стороны своего противника, после этого Накамура стал хиллом, что развивало их вражду. Стайлз сохранил свой титул против Накамуры на трёх разных мероприятиях: Greatest Royal Rumble, Backlash (в матче без дисквалификации, который закончился без результата) и Money In The Bank, Стайлз закончил вражду после победы в последнем матче. После успешной защиты от Русева на Extreme Rules, 14 августа, Стайлз стал самым продолжительным действующим чемпионом WWE в истории SmackDown, побив 280-дневный рекорд, установленный Джоном «Брэдшоу» Лейфилдом.
Летом 2018 года Стайлз начал противостояние с Самоа Джо, отстояв титул на SummerSlam, несмотря на поражение по дисквалификации. Соперничество с Джо продолжилось и после SummerSlam. Джо насмехался над женой Стайлза Венди, утверждая, что он победит Эй Джея и станет «новым папой». Это привело к матчу между ними на Hell In a Cell, где Стайлз победил Джо спорным образом, сохранив титул; Стайлз победил Джо ещё два раза на Super Show-Down и Crown Jewel.
7 ноября 2018 года, Стайлз превзошёл отметку в 365 дней владения главным титулом WWE, став восьмым реслером в истории WWE, кто держал титул целый год.
С октября Стайлз также враждовал с Дэниелом Брайаном. Они должны были сразиться друг с другом за титул на Crown Jewel, но матч состоялся на SmackDown Live 30 октября, после отказа Брайана проводить матч в Саудовской Аравии. Стайлзу удалось отстоять титул.
На эпизоде 13 ноября SmackDown Live Стайлз провёл матч реванш против Даниэла Брайана, где он проиграл титул. Это закончило его титульный рейн в 371 день. Стайлз стал восьмым самым долгим чемпионом в истории чемпионства WWE (наряду с чемпионством Рэнди Сэвиджа 1988—1989). Стайлз получил свой реванш против Брайана на TLC, но не смог вернуть пояс.
После TLC Стайлз стал более агрессивным, напав на одном из выпусков SmackDown Live на главу WWE Винса Макмэна. Он начал упоминаться как «Настоящий Эй Джей Стайлз». Стайлз не смог вернуть титул на Royal Rumble 27 января 2019 года, после того, как вернувшийся Роуэн напал на Стайлза, когда рефери был выведен из строя и помог Брайану одержать победу. После Royal Rumble, Стайлз получил ещё одну возможность стать претендентом на титул на Elimination Chamber. Однако Стайлз потерпел неудачу, он был устранён Рэнди Ортоном.
В течение нескольких недель Стайлз продолжал враждовать с Рэнди Ортоном. На Fastlane, после того, как Ортон прервал Элаиса, Стайлз напал на Ортона проведя ему «Феноменальный локоть» Это привело к конфронтации между ними на выпуске SmackDown Live от 12 марта, на котором Стайлз бросил вызов Ортону на матч на WrestleMania 35, Ортон принял вызов и проиграл Стайлзу на шоу.

#### Воссоединение «Клуба» (2019—2020)
Во время очередного драфта брендов ЭйДжей Стайлз покинул SmackDown и перешёл на Raw. На одном из следующих Raw Трипл Эйч назначил два матча тройной угрозы, победители которых сразятся между собой за претенденство на титул чемпиона Вселенной WWE которым владел Сет Роллинс. В финале ЭйДжей Стайлз победил Рея Мистерио и Самоа Джо, а затем Барона Корбина и стал первым претендентом.
На Money in the Bank 2019 Сет Роллинс победил ЭйДжей Стайлза и защитил титул. Стайлз вернулся в эпизоде Raw 24 июня, после месяца отдыха из-за травм, полученных на Money in the Bank, победив чемпиона Соединённых Штатов Рикошета в матче без титула. В эпизоде Raw 1 июля Стайлз не смог выиграть титул чемпиона Соединённых Штатов у Рикошета, после матча он атаковал Рикошета с помощью Гэллоуза и Андерсона, став хилом впервые с апреля 2017 года. На Extreme Rules 14 июля Стайлз победил Рикошета и выиграл чемпионство Соединённых Штатов в третий раз. В эпизоде Raw от 22 июля, Клуб был переименован в «The O.C.» («Оригинальный клуб»). На SummerSlam 11 августа Стайлз успешно защитил титул против Рикошета. Затем Стайлз сохранил свой титул от Седрика Александера на Clash of Champions 15 сентября и против Умберто Каррильо на Crown Jewel 31 октября. На Survivor Series 24 ноября Стайлз был побеждён североамериканским чемпионом NXT Родериком Стронгом в межбрендовом матче, в котором также участвовал Интерконтинентальный чемпион Синсукэ Накамура. В эпизоде Raw 25 ноября Стайлз проиграл свой титул Рею Мистерио, закончив свой титульный рейн в 134 дня.
На Royal Rumble 26 января 2020 года Стайлз принял участие в матче Royal Rumble под номером 18, но был выбит Эджем. На Super ShowDown 27 февраля Стайлз потерпел поражение от Гробовщика в матче за трофей «Tuwaiq Trophy». 8 марта на Elimination Chamber Стайлз потерпел поражение в матче без дисквалификации от Алистера Блэка после вмешательства Гробовщика. На следующий вечер Стайлз вызвал Гробовщика на матч на WrestleMania 36, который был подтверждён на следующей неделе. 4 апреля, в первый день шоу WrestleMania 36 Стайлз проиграл Гробовщику в сюжетном матче, которых проходил вне арены. После WrestleMania 36 Стайлз взял творческий отпуск. 15 апреля стало известно, что Андерсон и Гэллоуз были освобождены от своих контрактов с WWE в рамках сокращения расходов, вызванного пандемией COVID-19.

#### Союз с Омосом (2020—2021)
После короткого перерыва Стайлз вернулся на эпизоде Raw 4 мая и выиграл матч за право быть участником в борьбе за кейс на Money In The Bank.На Money In The Bank 10 мая Стайлзу не удалось выиграть кейс. На эпизоде SmackDown от 12 июня Стайлз победил Дэниела Брайана и впервые выиграл интерконтинентальный титул WWE. В течение следующих недель Стайлз успешно защищал титул против таких игроков, как Дрю Гулак, Мэтт Риддл и Гран Металик. На эпизоде SmackDown от 21 августа Стайлз проиграл титул Джеффу Харди, завершив свой титульный рейн в 70 дней. На Clash of Champions 27 сентября Стайлз не смог вернуть титул в матче тройной угрозы, который выиграл Сами Зейн.
Во время драфта брендов 2020 года Стайлз попал обратно на Raw. На эпизоде Raw от 19 октября Стайлз дебютировал с телохранителем Омосом, победив Риддла. На Survivor Series 22 ноября Стайлз был капитаном команды Raw, одержав чистую победу над командой SmackDown. Вскоре Стайлз начал противостояние с чемпионом WWE Дрю Макинтайром. На TLC 20 декабря Стайлз проиграл матч Дрю, после неудачного кеш-ина от Миза. На Royal Rumble 2021 31 января Стайлз участвовал в матче Royal Rumble, но был выбит Броном Строумэном. На Elimination Chamber 21 февраля Стайлз проиграл матч за титул чемпиона WWE после того, как был выбит Дрю Макинтайром.
В первый день WrestleMania 37, 10 апреля Стайлз и Омос победили Новый день, выиграв командные титулы Raw, кроме того Стайлз стал двадцать вторым чемпионом WWE Большого шлема[408] и первым реслером, кто стал чемпионом большого шлема в WWE и TNA/Impact.В течение следующих месяцев Стайлз и Омос успешно защитили титулы в матчах-реваншах против Нового дня и против Элаиса и Джексона Райкера. На Money in the Bank 18 июля Стайлз и Омос успешно защитили титулы против Викингов. В дальнейшем Стайлз и Омос начали противостояние с Риддлом и Рэнди Ортоном, которые именовали себя как РК-Бро. После нескольких недель противостояния друг с другом 21 августа на SummerSlam был проведён матч за командные титулы между Стайлзом и Омосом и РК-Бро, где Стайлз и Омос проиграли титулы РК-Бро, завершив свой рейн в 133 дня.
На Extreme Rules 26 сентября Стайлз и Омос объединились с Бобби Лэшли и проиграли Новому дню. После этого было объявлено, что Стайлз и Омос встретятся с RK-Bro в матче-реванше за командные титулы Raw на Crown Jewel. На Crown Jewel 21 октября Стайлз и Омос в очередной раз проиграли RK-Bro. На эпизоде Raw от 20 декабря, после серии поражений, Стайлз подвергся нападению со стороны Омоса, разрушив их союз. После нападения Стайлз стал фейсом.

#### Воссоединение The O.C. (с 2022)
На Royal Rumble 29 января 2022 года Стайлз вышел под номером 1 и выбил шесть рестлеров, после чего его выбил из матча Мэдкэп Мосс. Затем Стайлз сражался за титул чемпиона WWE на Elimination Chamber 19 февраля, но был выбит Броком Леснаром. В эпизоде Raw от 28 февраля Стайлз принял открытый вызов от Эджа на матч на WrestleMania 38, в результате чего Эдж, впоследствии, атаковал его. Во вторую ночь шоу WrestleMania 38 3 апреля, Стайлз проиграл Эджу после того, как его отвлёк Дэмиан Прист. На эпизоде Raw от 18 апреля Эдж вызвал Стайлза на матч-реванш на WrestleMania Backlash, Стайлз принял вызов. На мероприятии 8 мая Стайлз проиграл Эджу из-за вмешательства Реи Рипли. Затем Стайлз объединился с бывшим главой Bullet Club Финном Балором и Лив Морган и бросил вызов недавно сформированной группировке Судный день, которая состояла из Эджа, Приста и Рипли. Матч прошёл на Hell In a Cell 5 июня, в котором победили Судный день.
Летом у Стайлза было небольшое противостояние с Мизом и Чампой. На эпизоде Raw от 4 июля он победил Миза и был атакован им и Чампой после матча. На SummerSlam 30 июля Стайлз отвлёк Миза, напав на Чампу, благодаря этому Логан Пол победил в матче. В эпизоде Raw от 1 августа Стайлз победил Миза и Мустафу Али в матче тройной угрозы. но проиграл Чампе позже тем же вечером, не сумев заработать претенденство на титул чемпиона Соединённых Штатов. В следующем эпизоде Raw Стайлз победил Миза в матче без дисквалификации, положив конец их вражде. В эпизоде Raw от 15 августа он встретился с Бобби Лэшли в матче за титул чемпиона Соединённых Штатов, но проиграл.
Осенью 2022 года группировка «Судный день», сложившаяся ранее в составе Финна Балора, Дамиана Приста, Реи Рипли и Доминика Мистерио, перенесла своё внимание на Эй. Джей Стайлза, предложив ему вступить в свои ряды. 10 октября на RAW Стайлз согласился на предложение оппонентов, однако затем неожиданно объявил о возвращении своих давних друзей по группировке «Клуб» Карла Андерсона и Люка Гэллоуза, которые покинули WWE в 2020 году, после чего два года выступали в других организациях. 17 октября на RAW Судный день появился на арене после того, как Клуб одолел Альфа-Академию, и Стайлзу предложили матч против Доминика 1х1. В этом матче Рипли отвлекла Стайлза, и Мистерио-младший удержал его сворачиванием. В результате «Судный День» бросил «Клубу» вызов на матч трио на Crown Jewel, и это предложение было принято. На RAW 24 октября. На RAW 31 октября состоялся матч 1х1 между Пристом и Андерсоном. В этом матче неожиданную победу одержал Андерсон. После матча группировки подрались, и Гэллоус снова получил в пах от Реи Рипли. В матч на Crown Jewel по традиции вмешивалась Рея Рипли. Она смогла стащить Эй Джей Стайлза с апрона, подсев под него и подняв его в Электрическом стуле, после чего сбросила на апрон и закатила на ринг. Финн Балор провёл шотган-дропкик, а затем Ку-Де-Гра и принёс победу своей группировке. На RAW 14 ноября Стайлз бросил вызов Финну Балору на матч 1х1 на Survivor Series WarGames, и этот вызов был принят. В матче на Премиум-шоу Стайлз сделал ставку на нейтрализации прыгучести Балора, атакуя его ноги, чтобы тот не смог провести фирменные приёмы такие как дропкик и Ку-Де-Гра, и эта тактика принесла успех, Стайлз одержал победу в этом матче.

## Личная жизнь
Джонс женат на школьной учительнице Венди Джонс с 2000 года. У них есть три сына — Эйджей Ковелл (род. 3 мая 2005), Эйвери (род. 14 февраля 2007) и Олби (род. 15 сентября 2009) и дочь — Энни (род. 8 октября 2014). Второе имя первого ребёнка дано ему в честь лучшего друга Аллена — Дэниеля Ковелла (более известного как «Кристофер Дэниелс»). Так же имеет татуировку на правом боку «AJ 05.03.05 02.14.07 09.15.09», отсылающая к датам рождения его детей. В 2016 году он добавил дату рождения своего четвёртого ребёнка, написав «10-08-14».
Джонс является христианином. Он утверждает, что Бог для него на первом месте, а семья и карьера на втором. Он является большим поклонником христианской хип-хоп музыки и может похвастаться тем, что может «научить почти любого рэпера» истории этого жанра.
Джонс — поклонник видеоигр (особенно ретро-игр 1980-х и 1990-х годов). Он также является интернет-стримером.

## В рестлинге
- Финишеры

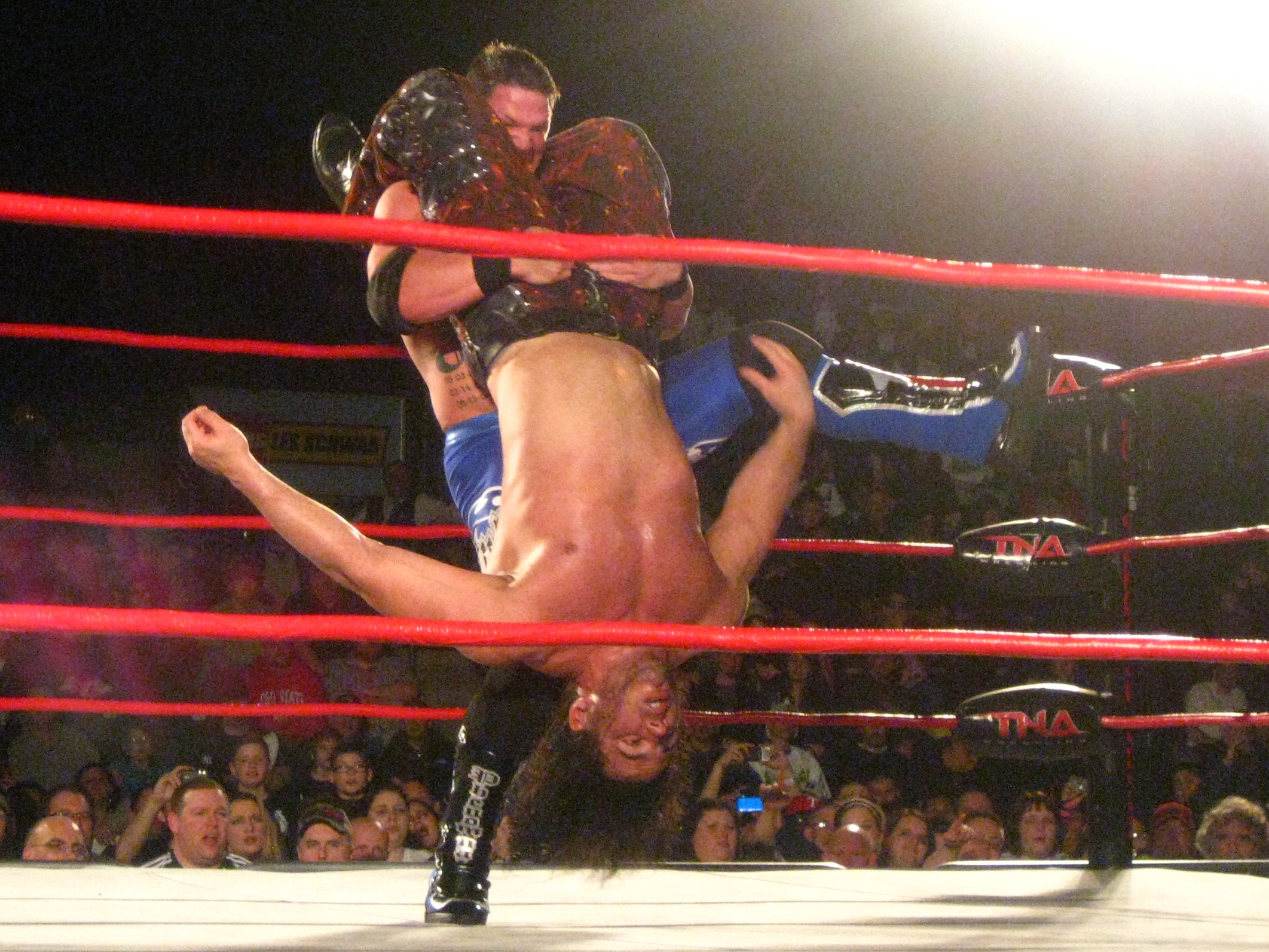
Стайлз проводит Styles Clash на Мэтте Харди

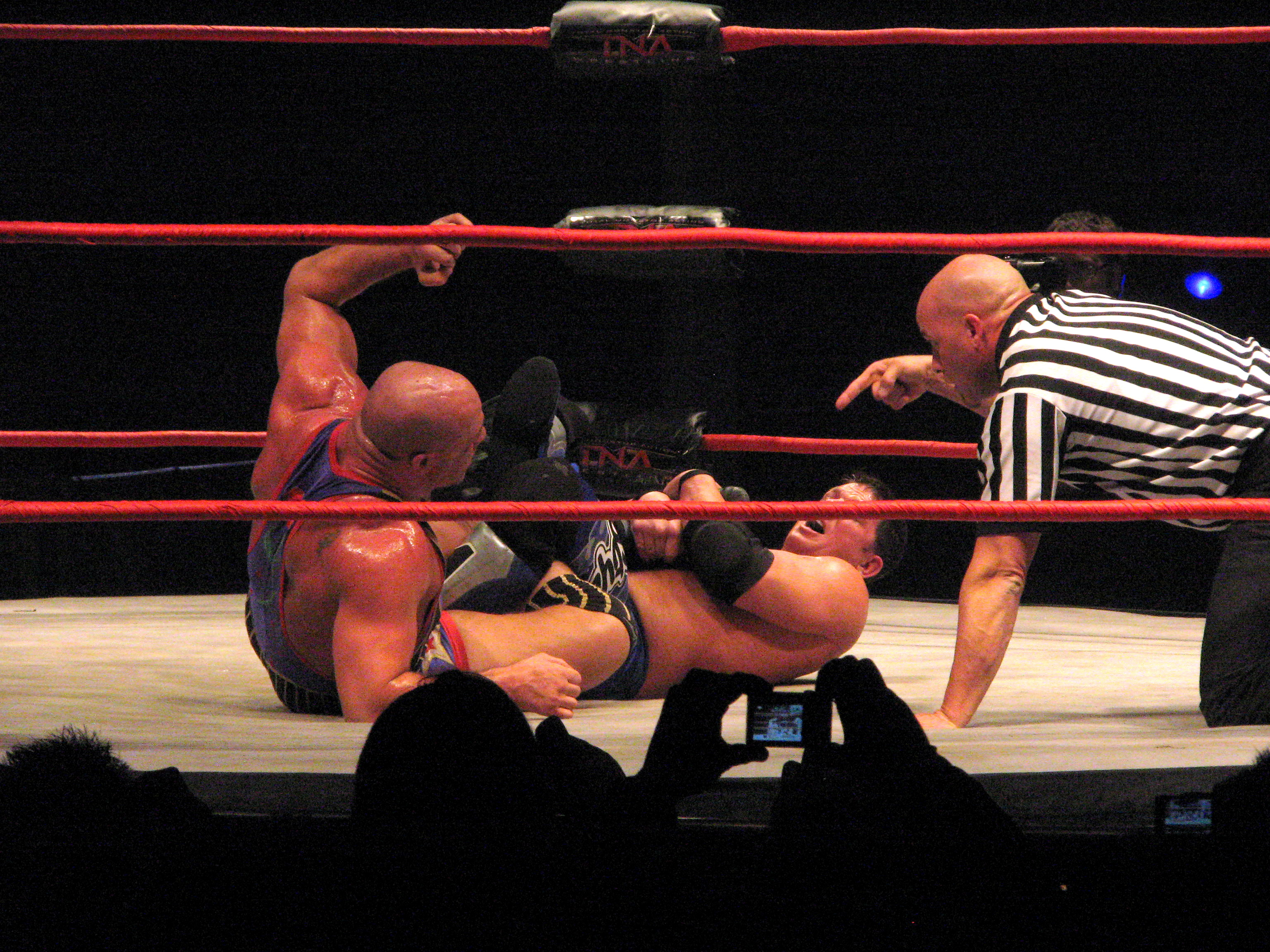
Стайлз проводит Курту Энглу «Захват Четвёрка»

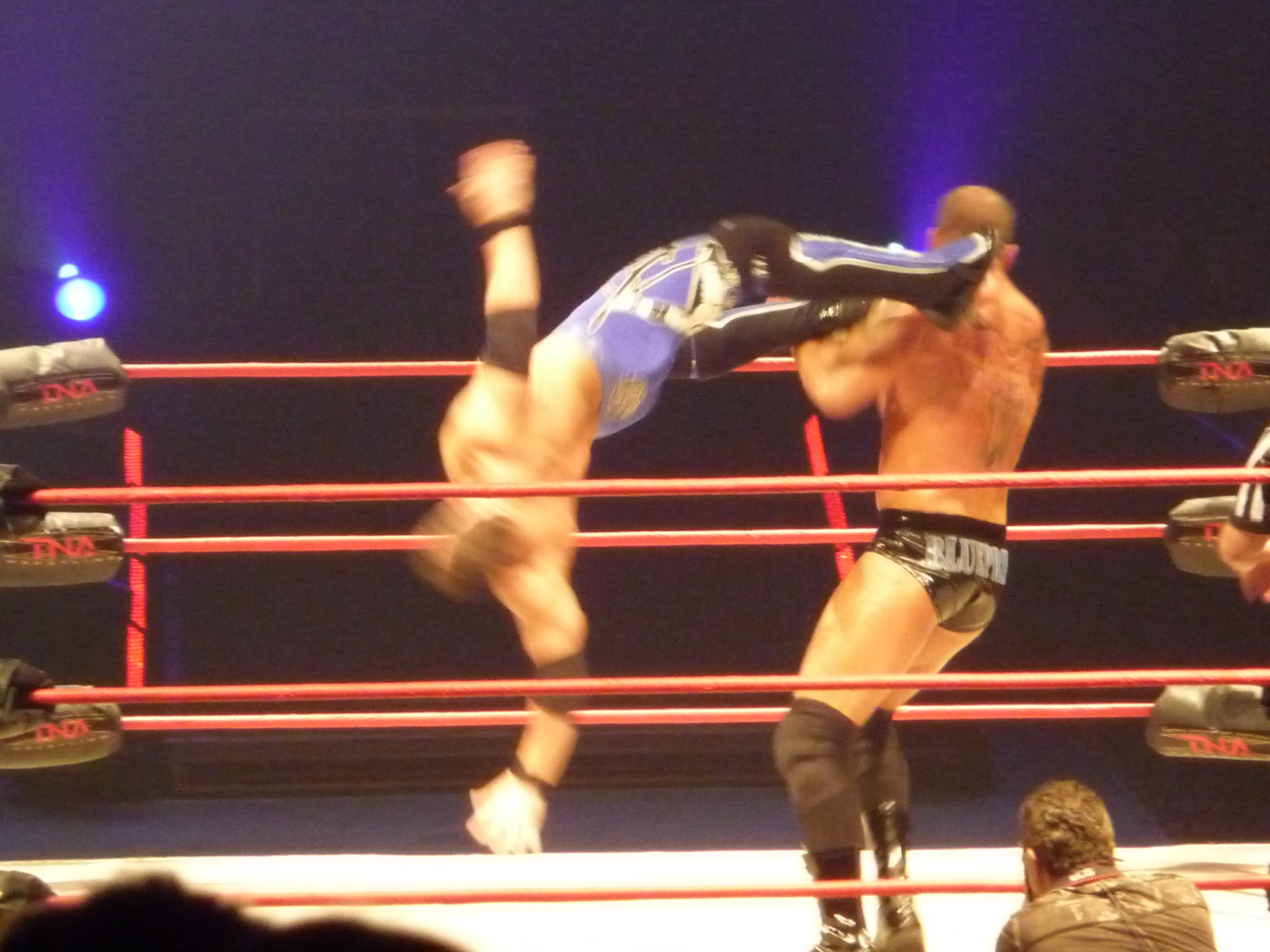
Стайлз проводит Дропкик Мэтту Моргану

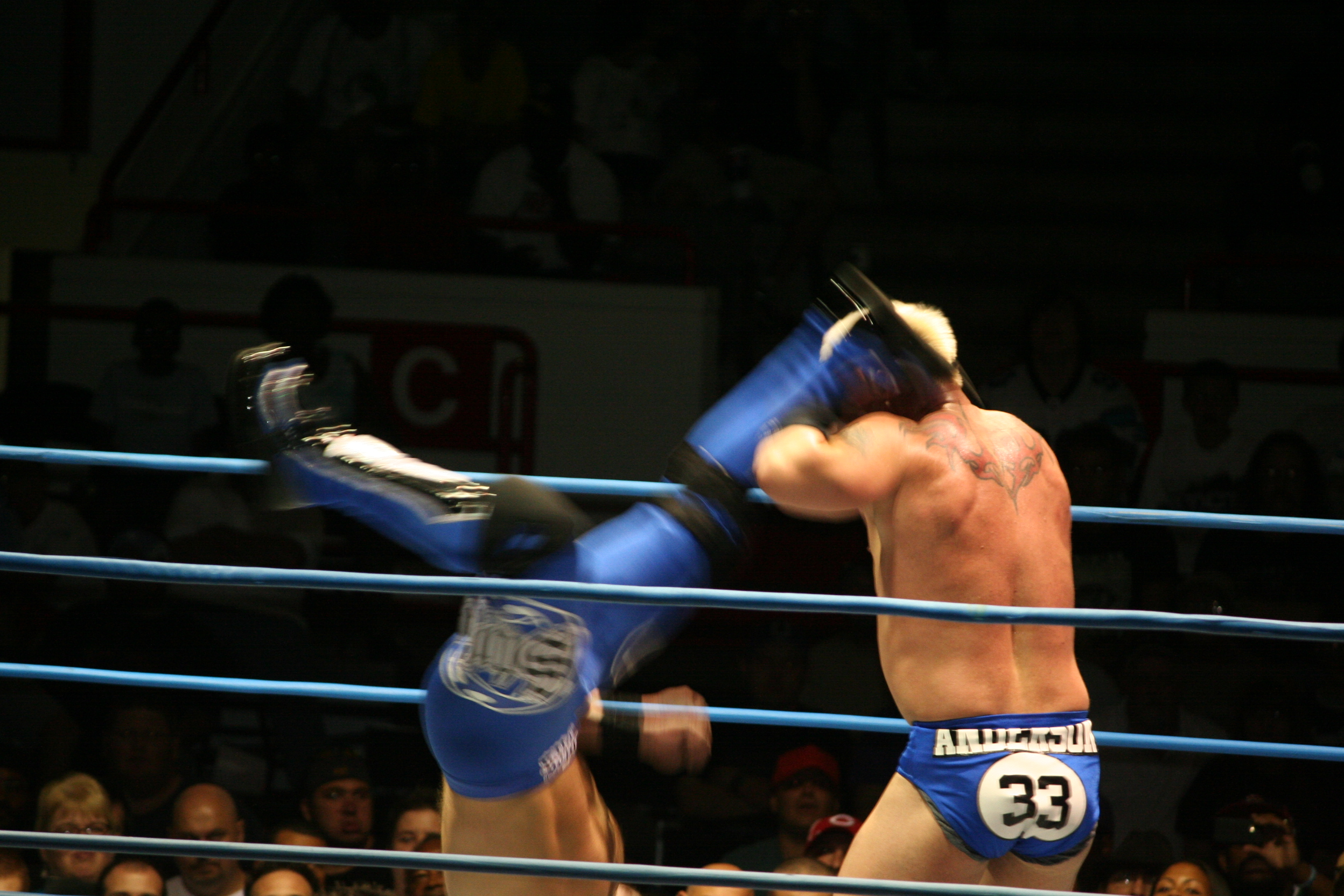
Стайлз проводит Pelе Kick Кену Андерсону

  - Phenomenal Forearm (Springboard Forearm Smash) — 2016—н.в.
  - Calf Crusher (Leg Slicer)[227][228][229] — 2013—н.в.
  - Styles Clash[230] (Belly-to-Back Mat Slam) — 2000—н.в.
  - Diving crossbody — 2001; 2002
  - Figure Four[231][232] — 2010—2011; заимствовано у Рика Флэра
  - Flying cross armbar[233][234][235] — 2008—2009
  - Frog Splash[236] — 2003—2006
  - Spiral Tap[237][238][239] — 2001—2013;
- Любимые приёмы
  - Brainbuster[240][241]
  - Discus clothesline[240][242][243]
  - Diving knee drop[243][244]
  - Superman (Springboard 450° splash)
  - Fosbury Flop[245]
  - Frankensteiner[244][244]
  - Inverted STF[239][240][242][244]
  - Разные вариации DDT:
    - Cliffhanger[242]
    - Phenomenon[239][240][242] / Stylin' DDT[239][242][244][246]
    - Tornado DDT[247][248]

  - Разные вариации киков
    - Drop[240][247][249]
    - Enzuigiri[240][242]
    - Pelе Kick[242][243][244][250]
    - Super[242]

  - Разные вариации суплексов
    - Starmaker[240]
    - Styles Suplex Special[240][242]
    - Vertical[240]

  - Over-the-shoulder back-to-belly piledriver[240]
  - Rack Bomb[239][242][251]
  - Running swinging neckbreaker[240]
  - Shooting Styles Press[252]
  - Spine Breaker[240][244]
  - Springboard[242][244][253]
  - Stylin’ Crab[240] (Boston crab)
  - Two punches — 2013—н.в.
- Менеджеры
  - Рик Флэр
  - Стинг
  - Винс Руссо[254]
  - Ларри Збышко
  - Тринити[255]
  - Мик Фоли
  - Алексис Лерри[256]
  - Мортимер Плантри[257]
  - Джимми Харт
  - Джефф Г. Бэйли[258]
- Прозвища
  - «Феноменальный»
  - «Мистер TNA»
  - «Волк-одиночка»
  - «Принц Феноменальности»

#### Музыкальные темы
- «Also sprach Zarathustra» от Рихарда Штрауса[259] (ROH)
- «Touched» от VAST
- «Wherever I May Roam» от Металлики[259] (ROH)
- «Born & Raised» от Дэйла Оливера[259] (TNA
- «I Am» от Дэйла Оливера (TNA)[259]
- «I Am (Phenomenal Remix)» от Дэйла Оливера (TNA)
- «Get Ready to Fly» от GRITS[260] (TNA)
- «Fortune 4» от Дэйла Оливера[261] (TNA)
- «I Am, I Am (A.J. Styles '11 Remix)» от Дэйла Оливера[262] (TNA)
- «Evil Ways» от Блюза Саракено[263] (TNA)
- «Get Ready to Fly / I Am I Am (GRITS Remix)» от GRITS и Блюза Саракено (TNA)
- «Phenomenal» от CFO$ (WWE)

## Титулы и достижения
- AAA

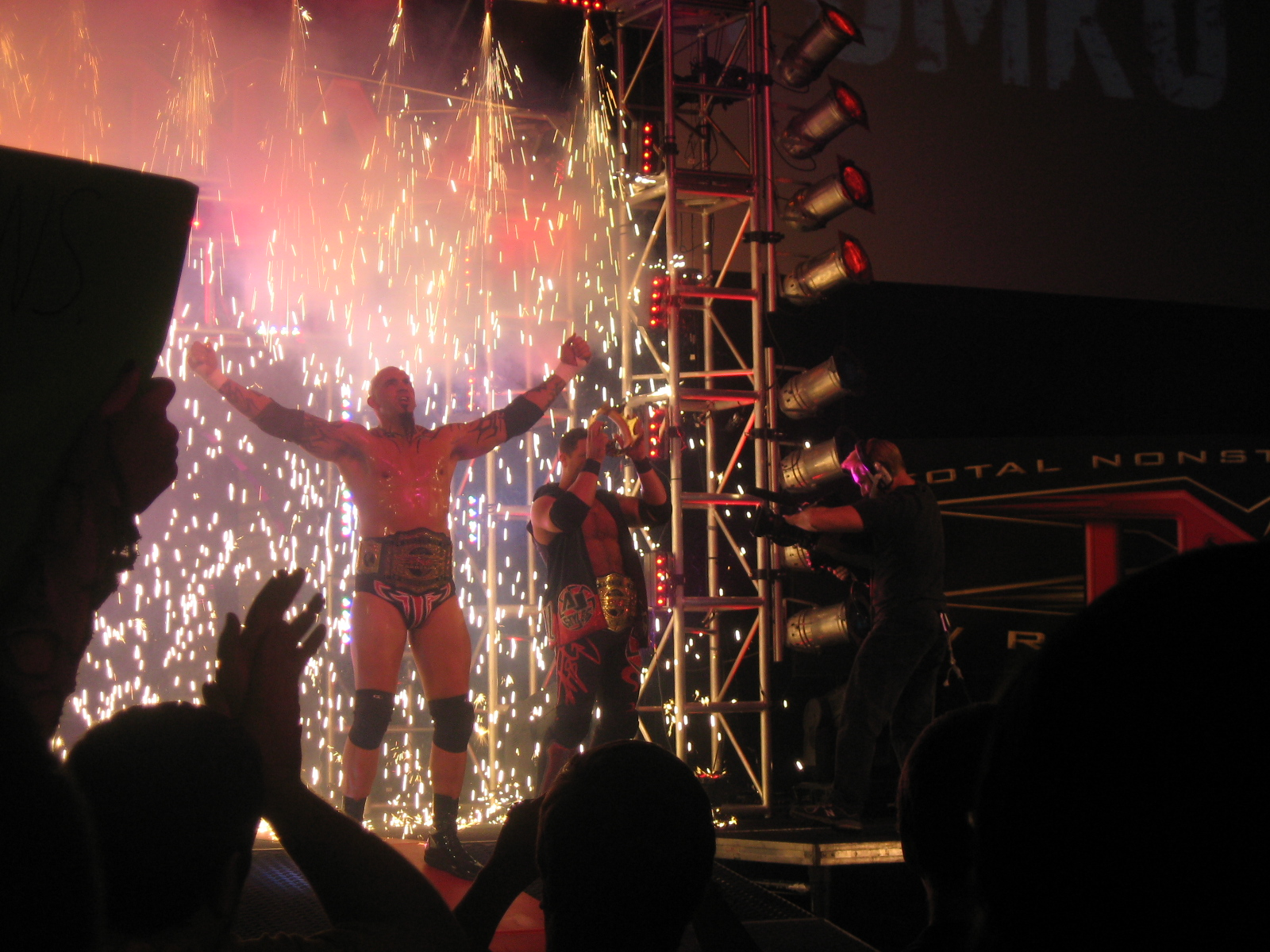
Командные Чемпионы TNA — Стайлз и Тайсон Томко

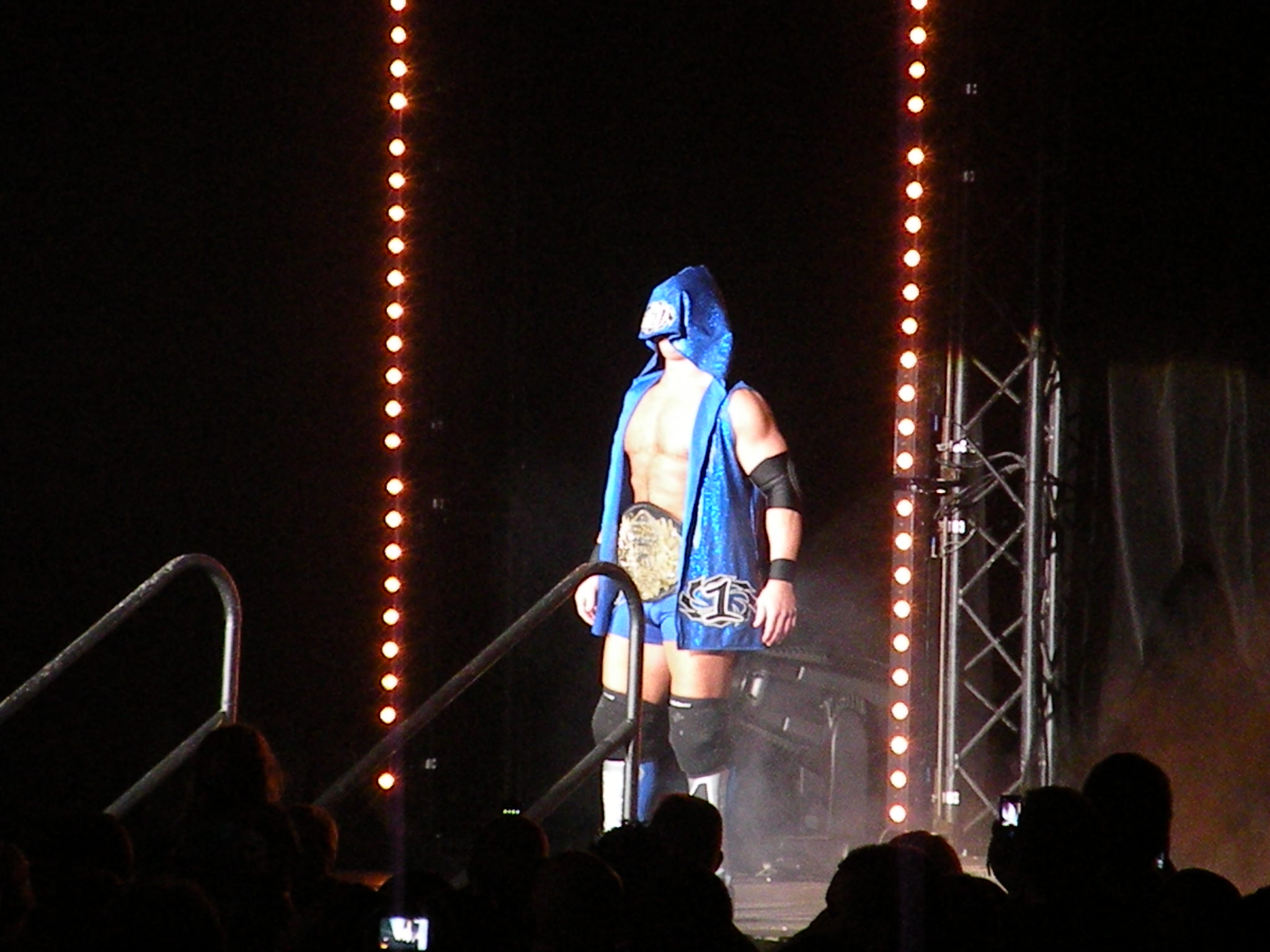
Стайлз с титулом Чемпиона Мира в тяжёлом весе TNA

  - Командный турнир (2006) — с Лоу Ки и Самоа Джо[264]
- All Access Wrestling
  - Чемпион AAW в тяжёлом весе (1 раз)[19]
- Ballpark Brawl
  - Нейтральный чемпион в тяжёлом весе (1 раз)[265]
- The Baltimore Sun
  - Лучший мужской рестлер года WWE (2016)[266]
  - Лучший момент на ринге WWE (2016) — Стайлз выигрывает чемпионство WWE[266]
- Christian Wrestling Federation/Entertainment
  - Чемпион CWF/CWE в тяжёлом весе (1 раз)[19][267]
- Family Wrestling Entertainment
  - Чемпион FWE в тяжёлом весе (1 раз)[268]
- Independent Professional Wrestling (Флорида)
  - Чемпион IPW в тяжёлом весе (4 раза)[269]
- Independent Wrestling Association Mid-South
  - Чемпион IWA Mid-South в тяжёлом весе (1 раз)[1]
  - Ted Petty Invitational (2004)[1]
- International Wrestling Cartel
  - Чемпион IWC Super Indies (4 раза)[270][271][272]
  - Super Indy Survivor Showdown Tournament (2004)[273]
- Independent Wrestling Revolution
  - Чемпион IWR King of The Indies (1 раз)[274]
- Maximum Pro Wrestling
  - Телевизионный чемпион Max-Pro (1 раз)[1]
- Midwest Pro Wrestling
  - Универсальный чемпион MPW в тяжёлом весе (1 раз)[19]
- New Japan Pro-Wrestling
  - Чемпион IWGP в тяжёлом весе (2 раза)
- Ring of Honor
  - Чистый чемпион ROH[275] (1 раз)
  - Командный чемпион ROH[276] (1 раз) — с Эмейзинг Рэдом
- Total Nonstop Action Wrestling
  - Чемпион мира в тяжёлом весе NWA[277] (3 раза)
  - Командный чемпион мира NWA (4 раза) — с Джерри Линном (1 раз), с Абиссом (1 раз) и с Кристофером Дэниелсом (2 раза)
  - Чемпион TNA среди легенд / глобальный чемпион / телевизионный чемпион (2 раза)
  - Чемпион мира в тяжёлом весе TNA (2 раза)
  - Командный чемпион TNA (2 раза) — с Тайсоном Томко (1 раз) и с Куртом Энглом (1 раз)
  - Чемпион икс-дивизиона TNA (6 раз)[278]
  - Другие достижения
    - Победитель Bound for Glory Series (2013)
    - Первый чемпион Тройной короны TNA (4 раза)
    - Первый чемпион Большого шлема TNA (2 раза)
    - Мистер TNA (2003—2005 годы)
- WWE
  - Чемпион WWE (2 раза)
  - Чемпион Соединённых Штатов WWE (3 раза)
  - Интерконтинентальный чемпион WWE (1 раз)
  - Командный чемпион WWE Raw (1 раз) — с Омосом
  - 32-й чемпион Тройной короны
  - 15-й чемпион Большого шлема
  - Награда Слэмми — «Матч года 2020» за бой против Гробовщика на WrestleMania 36
- Family Wrestling Enterteintment
  - Чемпион FWE в тяжёлом весе
- Pro Wrestling Illustrated
  - Финишер года (2003) — Стайлз Клэш[279]
  - Лучшая звезда икс-дивизиона TNA (2004)
  - Вражда года (2005) — с Кристофером Дэниелсом[280]
  - Команда года (2006) — с Кристофером Дэниелсом
  - Матч года (2006) — с Кристофером Дэниелсом против Latin Americans Xchange (Хомисайд и Эрнандес) на No Surrender, 24 сентября 2006 года
  - Матч года (2009) — против Стинга на Bound for Glory, 18 октября 2009 года
  - № 3 в списке 500 лучших рестлеров 2015 года[281]
  - № 4  в списке 500 лучших рестлеров 2016 года
  - № 3 в списке 500 лучших рестлеров 2019 года
  - Рестлер года (2016, 2017, 2018)[282][283]
- Wrestling Observer Newsletter
  - Лучший приём года (2003 и 2015) — Стайлз Клэш
  - Лучший летающий рестлер года (2005)
  - Пятизвёздочный матч (2005) — против Самоа Джо и Кристофера Дэниелса на Unbreakable, 11 сентября 2005 года
  - Худший матч года (2006) — «Обратный Батл Роял» на Impact Wrestling
  - Матч года (2014) — против Минору Судзуки на G1 Climax 24 (NJPW)
  - Рестлер года (2015, 2016)
  - Зал славы WON (2017)
  - Самый ценный рестлер Северной Америки (2018)